# Història de Polònia
La història de Polònia es caracteritza per grans variacions en la seva extensió territorial, així com un encadenament de períodes de divisió interna, una època de puixança, invasions i ocupacions per altres potències i el ressorgiment de la nació i l'estat polonesos.
Polònia fou cristianitzada el 966, en un període que estigué marcat per la dinastia Piast i durant el qual ocupava un territori similar al d'avui en dia. En quedar-se la dinastia Piast sense hereu masculí, el país s'associà al Gran Ducat de Lituània en una unió dinàstica plasmada en el casament de la reina polonesa Eduvigis, que tenia dotze anys, i Ladislau II Jagelló. Ladislau posà les bases perquè Polònia creixés fins a convertir-se en una gran potència. A partir de l'extinció de la dinastia Jagelló el 1572, la Confederació de Polònia i Lituània començà a elegir els seus reis, que sovint provenien de famílies nobles estrangeres. La consolidació del poder de la noblesa conduí a l'establiment de la Rzeczpospolita, un sistema que aspirava a emular el Senat de l'antiga Roma.
Un període de guerres —alçaments dels cosacs amb el suport de Rússia, atacs dels reis suecs Gustau II Adolf, Carles X Gustau i Carles XIII, la Guerra de Successió de Polònia i la creixent interferència de Rússia i Prússia— desembocà en el repartiment del territori polonès entre Prússia, Àustria i Rússia en tres etapes entre el 1772 i el 1795. Polònia romangué subjecta a altres estats i fou sotmesa a processos de germanització i russificació fins després de la Primera Guerra Mundial, quan l'estat polonès ressorgí fruit d'esforços militars i polítics. Józef Piłsudski insistí a restaurar la frontera oriental de Polònia anterior al repartiment del 1772, de manera que Vílnius i la seva regió (pertanyents a Lituània, que s'havia independitzat pocs mesos abans) foren ocupades el 1920 i annexades el 1922. El triomf polonès en la Guerra poloneso-soviètica (1919–1921) feu que s'hi afegís territori que actualment forma part de l'oest de Belarús i Ucraïna.
En esclatar la Segona Guerra Mundial, Alemanya i la Unió Soviètica envaïren Polònia i se'n repartiren les terres conformement al pacte Mólotov-Ribbentrop. Quan Alemanya caigué el 1945, Polònia entrà al domini soviètic i, després d'un cop d'estat, el 1948 s'establí la República Popular de Polònia. El 1956 es produí una revolta contra el règim establert pels soviètics, que fou sufocada pel govern proestalinista. El març del 1968 hi hagué manifestacions «antisionistes» que obligaren molts jueus a abandonar l'estat. El període entre el 1970 i el col·lapse del comunisme es caracteritzà per una sèrie de vagues i manifestacions contra el govern, polítiques econòmiques i violacions dels drets dels ciutadans. El sindicat lliure Solidarność, fundat el 1980, tingué un paper capdavanter en l'organització de la resistència. La República Popular de Polònia es dissolgué el 29 de desembre del 1989 i fou substituïda per un estat democràtic, la tercera Rzeczpospolita.

## Prehistòria

### Els primers humans
Per bé que les primeres traces d'homes daten de prop de -500.000 durant el Paleolític, esta presència humana és intermitent degut a les fluctuacions de les glaciacions. Els primers jaciments sedentaris a Polònia daten del Mesolític, concretament vers el Xè mil·lenni (cultura swideriense). Els primers habitants de Polònia foren neandertals. La cova de Ciemna a la regió d'Ojcow, a prop de Cracòvia, ha posat al descobert traces de campament humà amb rests d'ossos. Les datacions ens porten cap a una forquilla de 115 000 anys arrere. S'hi han exhumat igualment prop de 1000 artefactes provinents de diverses cultures lítiques que s'han aconseguit identificar.
A banda, també cal destacar la Cova de Stajnia en què s'hi trobaren les restes de Neandertal més antigues del país, fins que foren desvetllades les de la cova de Ciemna. La descoberta de Neandertals a la primera cova, ha permès desenterrar dents i ossos d'animals d'època, la qual cosa ens dona algunes pistes sobre la dieta i el medi natural de l'entorn de les primeres poblacions que habitaren Polònia. En efecte, existixen ossos d'ossos, mamuts i rinoceronts llaüts. La descoberta permeté a l'equip d'arqueòlegs de Mikolaj Urbanowsk de la SZczecin University de dilucidar una mica més l'escenari prehistòric a Polònia. En efecte, es pensava que Neandertal havia passejat per Polònia però de forma esporàdica, gairebé anecdòtica. Les restes permeten provar que hi anaven a caçar i hi sojornaven.
Alhora les restes trobades a Polònia han permès emetre la hipòtesi si Neandertal tenia o no una religió o si creia o no a res paregut a una entitat superior. Les restes fan pensar en una sepultura primitiva i per això el professor d'antropologia de la Universitat de Pittsburgh, Jeffrey Schwartz, pensa que podria haver-hi consciència pròpia, la qual cosa permet emetre encara més preguntes, com ara si era capaç d'abstracció.
Tot amb tot, el territori nacional polonès també fou trepitjat per Homo sapiens, el qual dona pas a tota una continuïtat de cultures que se succeïxen tot al llarg de la prehistòria.

### Neolític

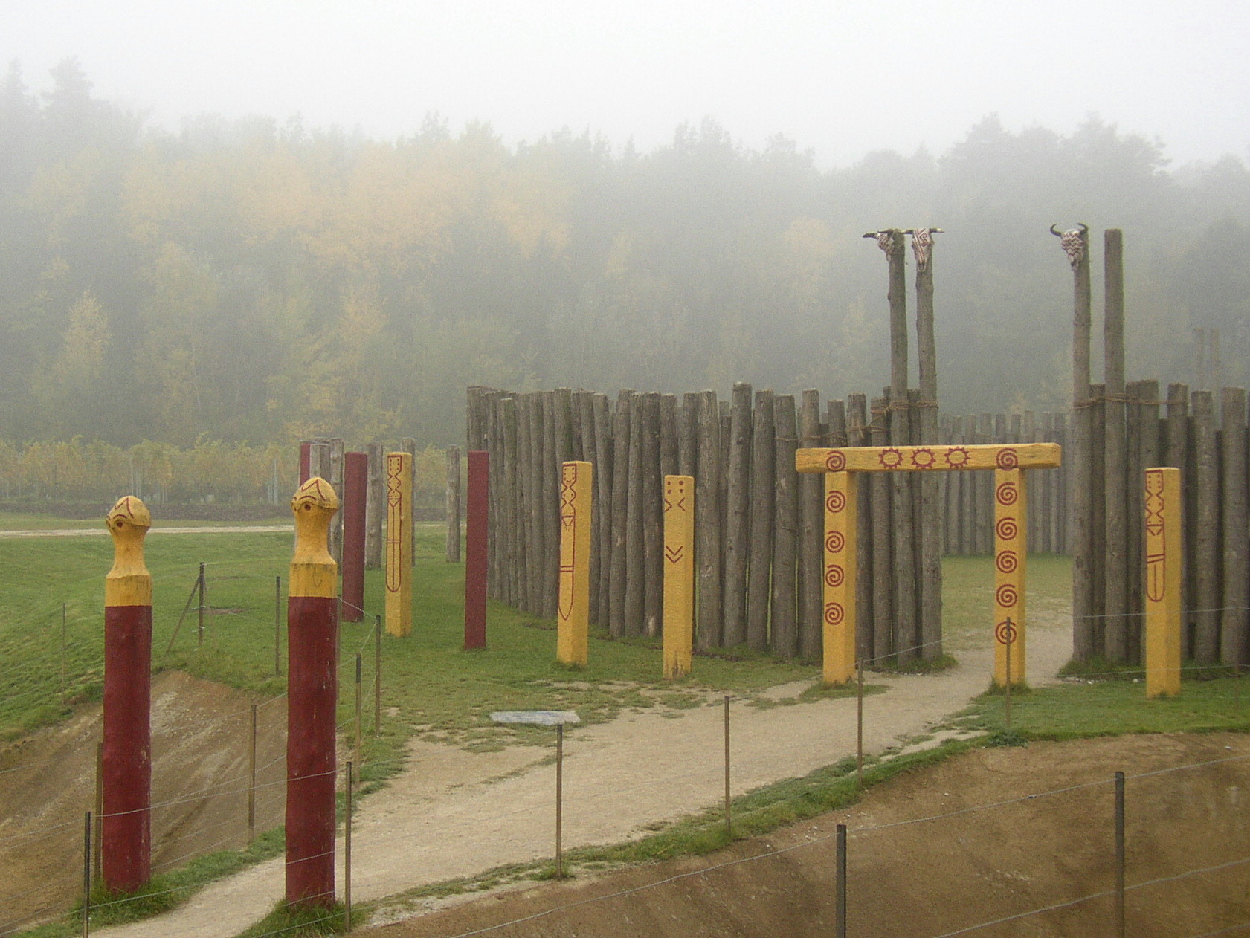
La cultura de Lengyel s'estengué fins Eslovènia, Moràvia, Bohèmia i el nord de Croàcia, a més de Polònia

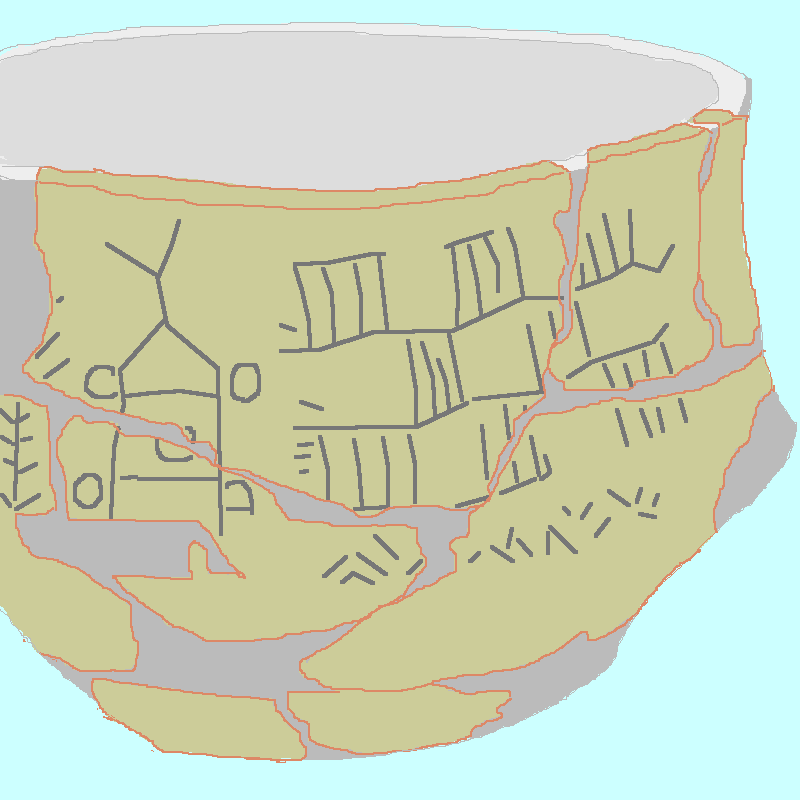
Olla de Bronocice, la imatge més antiga d'un vehicle de rodes al món

Cap el -5400, l'agricultura s'introduïx al centre de Polònia, fet que coincidix amb l'aparició de la cultura de la ceràmica de bandes que marca la transició cap a l'inici del Neolític. La població de farratjadors que vivia a proximitat de les regions on s'hi practicava la cultura de la ceràmica de bandes, mantingué els seus modes de vida durant prop d'un mil·lenni, moment en què la dispersió dels modes de vida neolítics s'atura. Tot i així s'observen contactes entre els grups agrícoles i les poblacions de farratjadors. Estes relacions es veuen perfectament reflectides als grups Brześć Kujawski del jaciment de Lengyel, situat a la regió de la Cujavia.
En el decurs dels mil·lennis vinents, a partir de -4000 aproximadament, vers l'Eneolític mitjà, emergix la cultura dels vasos d'embut amb els seus modes de vida, propis de l'Eneolític, propiciant una dispersió d'eixos. Esta cultura presenta a Polònia una barreja de poblacions de farratjadors amb les poblacions i cultures de l'oest europeu. Cap al -3100 les manifestacions de la cultura dels vasos d'embut a polònia disminuïx amb l'aparició de la cultura de Baden i la cultura de l'àmfora globular.
La cultura de l'àmfora globular, que s'estén fins a Lituània, Letònia, Rússia i fins i tot Suècia, tenia diversos orígens. Els individus a Polònia presenten una gran connexió amb la cultura de Yamna que caldria situar a les estepes russes i que tocà, endemés, Ucraïna. Les pràctiques ritualístiques d'estes poblacions a Polònia presenten força similitud am la ceràmica cordada que es practicava a les comunitats de l'est. Així s'han trobat nínxols com a catacumbes funeràries. Alhora hi veiem una canvi en quant a la forma d'enterrar els morts, com ara alteracions en l'orientació dels cossos. Per tot plegat podem dir que la cultura de l'àmfora globular de Polònia devia de procedir del nord però es veié molt influenciada per la cultura de les estepes.

### Edat dels Metalls

#### Edat del Bronze
Cap al -2400, penetra la cultura del campaniforme al sud-oest de Polònia. Es tracta d'una societat sedentària i agrícola que trobem una mica per tot el sud d'Europa, principalment a la península Ibèrica. Aproximadament dos-cents anys després desaparïx del sud del país per deixar lloc a la cultura d'Unetice. Pròpia dels metalls, la cultura d'Unetice es troba una mica per tot el centre d'Europa i es caracteritza per unes primeres construccions d'hàbitats amb fortificacions de fusta. Se n'han trobat a Bruszczewo i a Radłowice a la regió de Silèsia. Esta nova forma de construir-se llocs d'habitatge tingué un paper polític i fins i tot de mercadeig atès que facilitaven la circulació dels bens. Tenim igualment un excès de producció agrícola amb pous, alhora que l'ús del cavall per al tarannà, pràctica que vingué probablement importada de les estepes.
És un tipus de cultura que es distingix per objectes metàl·lics força característics, com ara els lingots, les atxes planes, les dagues triangulars planes, els braçalets amb extremitats en espiral, etc. La presència d'armes en bronze denota d'una societat amb una certa jerarquia, sedentària i que domina el seu medi físic. Per les restes trobades a altres països, com ara Alemanya, amb el Disc de Nebra, sabem que era una cultura que tenia una visió pròpia del cosmos, probablement es dedicava ja a entendre el cel en allò que hui anomenem d'astronomia. La seua economia es caracteritzava per la domesticació de la cabra, el porc i el bou. Es caçava el cérvol i el senglar. El cavall es domesticava i era igualment utilitzat per a l'enterrament de morts. Això apropa aquest tipus de cultura a les pràctiques que trobaríem a les estepes russes.

#### Edat del Ferro
L'Edat del Ferro polonès és el de la cultura pomerània. Es desenvolupa entre la baixa Vístula i la badia de Gdansk a l'est i als rius Słupia i Brda a l'oest. És un tipus de societat sedentària que es caracteritza per la pràctica funerària de les urnes amb cares. Practicaren un tipus d'economia propera a la cultura lusaciana, fet que implica la producció agrícola de blat de mora i la domesticació del porcí. Alguns estudis els han relacionat amb els celtes bastarnes per bé que sembla haver-hi una verdadera descendència de la cultura lusaciana. De poder confirmar les hipòtesis sobre la procedència cèltica, es podria dir que la cultura pomerània provenia segurament del Bàltic.
A Polònia la cultura pomerània s'acaba estenent una mica per tot el territori i se n'ha pogut recollir objectes valusos amb què podem dir que era una societat jerarquitzada, que practicava la guerra, amb creences religioses i una vida sedentària. Efectivament, han quedat restes d'atxes i espades en ferro així com ossos i tota mena de material del tarannà. Destaquen, en aquest sentit, les reconstruccions que proposa el Museu Arqueològic de Kraków.
Posteriorment, les fonts romanes, que no aconseguixen anar més enllà dels límits polonesos, parla de l'existència de tribus lugis que podrien correspondre actualment a la cultura pomerània o bé a la cultura de Przeworsk, que és, de fet, una deriva de la cultura pomerània.

## Antiguitat
L'Antiguitat o Edat Antiga a Polònia es vestix de tres grans civilitzacions:
- la civilització celta
- la civilització germànica
- la civilització bàltica

Totes tres acaben convivint en diferents regions del país, és a dir, mentre el sud es veu ocupat més aviat pels celtes, el centre i el nord és ocupat per germànic, els quals deixen lloc a l'est als pobles vinguts del bàltic.
Estos pobles constituïxen una barrera sobre la qual Roma no aconseguix anar més enllà. Constituïxen els anomenats llims que foren fortificacions en sòl romà per contenir estes poblacions. Roma les fa passar com a salvatges, titllant-los de "bàrbars", i, per tant, d'incivilitzats. Es tracta més aviat de donar la imatge d'uns pobles ferotges, guerrers i molt violents als quals cal contenir perquè representen un perill per a les fronteres romanes. Dins d'una lectura geopolítica, es tractaria de "crear un enemic" amb què justificar les guerres imperials i, així doncs, avançar sobre territori aliè, en este cas, territori polonès. Tanmateix, l'Imperi Romà, contràriament a la península ibèrica amb els pobles ibèrics o a l'actual territori francès aleshores celta, mai aconseguí penetrar territori polonès i tota la propaganda que fa dels germànics, per exemple, un poble violent i salvatge quedà en això, en propaganda.

### D'Escandiàvia i el bàltic a Polònia

#### La civilització germànica

Expansió dels pobles germànics durant el primer mil·lenni aC

Els germànics eren un conjunt de pobles que habitaven al nord de l'Imperi Romà i que contribuïren decisivament a la seua caiguda. Però, dir això, és no parla de l'Edat antiga sencera perquè l'avançada dels pobles germànics fins a fer caure Roma cal traçar-la durant el tot el període en què Roma es torna una República i després un Imperi que avança per tot el mediterrani. El concepte d'identitat ètnica "germànica" és primerament intuït pel geògraf grec Estrabó, qui distingí un grup de bàrbars al nord d'Europa, similar als celtes, però no formant part d'estos. El terme llatí «germani» s'estén per primer cop sota la ploma Juli Cèsar que mira de fer-se amb el món germànic, sense èxit de manera que s'acaba dibuixant una frontera sobre la qual Roma mai arriba a penetrar. Actualment esta frontera correspon a Alemanya, Txèquia, Eslovàquia, el nord de Romania i Moldàvia.
Per bé que la tradició historiogràfica d'Europa de l'oest confina els pobles germànics en unes simples tribus desconegudes refugiades més enllà dels llims en un bosc humit a una regió que els llatins anomenaven Germània, la realitat és que es pot parlar vertaderament d'una civilització amb ets i uts. Una civilització que malgrat anomenar-se a l'oest de bàrbara, fe prova de brillantor durant l'Edat antiga. Actualment es pensa haver traçat l'origen dels pobles germànics que caldria situar al voltant del IIè ane a terres escandinaves. S'haurien estès vers el sud a partir de Polònia i d'ací vers tot Europa progressivament arrel de les migracions dels huns vinguts de les estepes russes. Huns, xiongús o escites.
Geogràficament, cal distingir tres grans grups lingüístics de germànics:
- bàvars i francs, situats entre Valònia, Suïssa, Luxemburg i Alemanya
- sueus, alans, vàndals i alamans, situats entre Txèquia i Polònia
- Angles, frisons, saxons i juts, situats entre Flandes, Holanda i Alemanya

Caldria afegir-hi a estos grupaments, els anomenats germànics orientals, que conserven durant l'edat mitjana amb més facilitat el seu llegat cultural: els gots que posteriorment s'acaben formant en ostrogots i visigots, a més del burgundis semblen ser el mateix poble per bé que les fonts clàssiques romanes, xineses o germàniques els designes amb termes propis.
De totes totes, els germànics tenien la seua pròpia forma de govern. Cadascun dels poblament tenien una forma única, amb consells de savis a còpia del model escandinau, així com religions pròpies, un gran domini dels metalls, etc. A còpia de les pràctiques escandinaves, els pobles germànics tenien legislació pròpia tot i que oral. una legilació que s'acaba posavant per escrit arrel de les invasions a l'oest i el sud d'Europa, amb codis com el que presenten a la península ibèrica o a la França actual. És un tipus de societat no urbana però amb la seua pròpia jerarquia de caps guerrers i el suport religiós que hi conferia la casta religiosa. Vivien en colònies relativament xiquetes, la qual cosa explica esta capacitat organitzativa pròpia per a cada comunitat tribal.
També foren desenvolupadors d'un tipus d'art molt exquisit però manejable, és a dir, mòbil i fet únicament amb metalls. No trobaríem pas pintures o estàtues de marbre per bé que sí que trobaríem un reguitzell d'art manufacturer, molt apreciat durant l'establiment dels francs carolingis a la França actual. És un tipus d'art simbòlic, més que realista, que retrat geomètricament les cosmovisions de la societat pròpia.

#### La civilització celta
La civilització celta s'expandix de Suïssa, concretament de La Tène, a la resta d'Europa i per bé que no resistix a les invasions romanes a l'oest europeu, alguns assentaments a l'est permeten la seua continuïtat fins que la pressió demogràfica sorgida pels desplaçaments dels huns a les estepes, inicien una nova etapa en què acaben sent assimilats als pobles germànics. Durant el període de La Tène els cèltics s'expandixen vers les illes britàniques, a la meitat oest de França, al Benelux, a la península ibèrica, a Frísia, Panònia i fins al centre d'Anatòlia amb alguns assentaments a Polònia.
No tenien alfabet propi però sí que tenien llengües pròpies. A cada indret on s'instal·laren, feren servir els alfabets locals. En contacte amb altres pobles, s'hi aculturaren. Era una civilització que practicava una religió politeista, amb una estructura econòmica sedentària i recolzada per l'agricultura i els metalls. Per bé que Galícia és actualment assimilada a l'una de les nacions cèltiques, les llengües celtes han patit un gran retrocès fins a desaparèixer i conservar-se únicament a les illes britàniques.
La societat celta es regia per classes: el clergat, la noblesa i el poble. El clergat estava compost de capellans els quals tenien una funció espiritual, de coneixement, mentre que la noblesa estava composta per guerrers i dirigien el poble. Els capellans rebien el nom de druides i en un context de religió politeista devien de tenir com a funció la garantia de l'ordre a la terra. És a dir, de connexió amb les divinitats i, com a tal, devien de ser percebuts com a figures sàvies, capaces de guarir a través de plantes curatives.
Els pobles celtes s'aculturen allà on s'assenten i la seua presència a Polònia és sobretot verídica durant el Ferro però més matisable a l'Antiguitat. En efecte, són un grup minoritari en comparació als germànics que ocupen àmpliament tot el territori polonès.

#### Els pobles bàltics
Els pobles bàltics són probablement els més tardans en instal·lar-se a Polònia. Com els germànics, procedixen d'Escandinàvia i es pensa que devien d'estar aparentats als germànics fins que se'n deslligaren. Actualment encara es conserven llengües bàltiques i, de fet, són probablement dels únics pobles originaris indoeuropeus a haver aconseguit conservar les seues pròpies llengües. Parlem de l'estonià, el lituà o del letó. Existixen referències romanes que parlen de la seua presència a Polònia per bé que allò que n'escrigueren els romans és quantitativament menor a les referències que trobem sobre els germànics.
Cronològicament, els pobles bàltics foren els darrers a cristianitzar-se tot i tenir abans dels germànics una relació comercial amb Roma. Abans d'això, estos pobles practicaven una religió politeista de caràcter cíclic aparentada a les seues expansions territorials. Amb el temps bona part del folklore mitològic bàltic s'acaba introduint i acomodant a les creences cristianes. Econòmicament parlant, vivien en un sistema sedentària gens urbà però que sobrevivia mercès a l'agricultura i la domesticació. Els hàbitats eren xiquets però força desenvolupats. Amb un bon domini del cavall, devien de fer-ne un pilar de les seues guerres expansionistes perquè, en efecte, s'han trobat restes d'armes fetes amb ferro.
Durant les "invasions bàrbares", els pobles bàltics reben la pressió dels pobles eslaus i en una segona onada, propicien les noves fronteres de l'est europeu.

### Cultura de Wielbark

#### Brillantor gòtic
La cultura de Wielbark s'associa a les tribus germàniques dels gots. És pròpia de Polònia i es desplaça cap al centre del país a partir del final de l'Edat del Ferro.
Els assentaments foren descobert el 1873 pels alemanys en el decurs d'unes exploracions al voltant d'un cementiri amb prop de 3000 tombes. Malauradament nombroses de les pedres d'eixe cementiri han estat desplaçades i en conseqüència se'n degradaren les sepultures. Per això es podria dir poca cosa sobre aqueixa descoberta. Alhora el primer report que se n'havia realitzat es perdé amb la Segona Guerra Mundial per bé que s'ha retrobat l'any 2004. Hui es troba en procès d'anàlisi.
Tenien pràctiques pròpies d'Escandinàvia, com ara la construcció de túmuls amb alineaments de pedres lítiques. Construïen cercles de pedres amb esteles aïllades i variades. Els enterraments es fan amb inhumació i contràriament a les pràctiques dels voltants, no s'hi presenta enterraments amb armaments per bé que també practicaren la guerra, si més no això és el que es podria deduir de la presència d'armes entre els objectes que se n'han trobat.
Jordanes, buròcrata romà d'Orient reconvertit en historiador, en parla en els seus escrits sobre la Història dels gots. Pretén traçar-hi els orígens que situa en la cultura de Wielbark fins al seu establiment a l'Alemanya actual. Segons que consta l'historiador, haurien estat expulsats de Polònia pels vàndals. El nom que els clàssics romans donaren als gots varien però tots semblen coincidir en l'origen d'esta tribu germànica.

#### Guerres Marcomanes

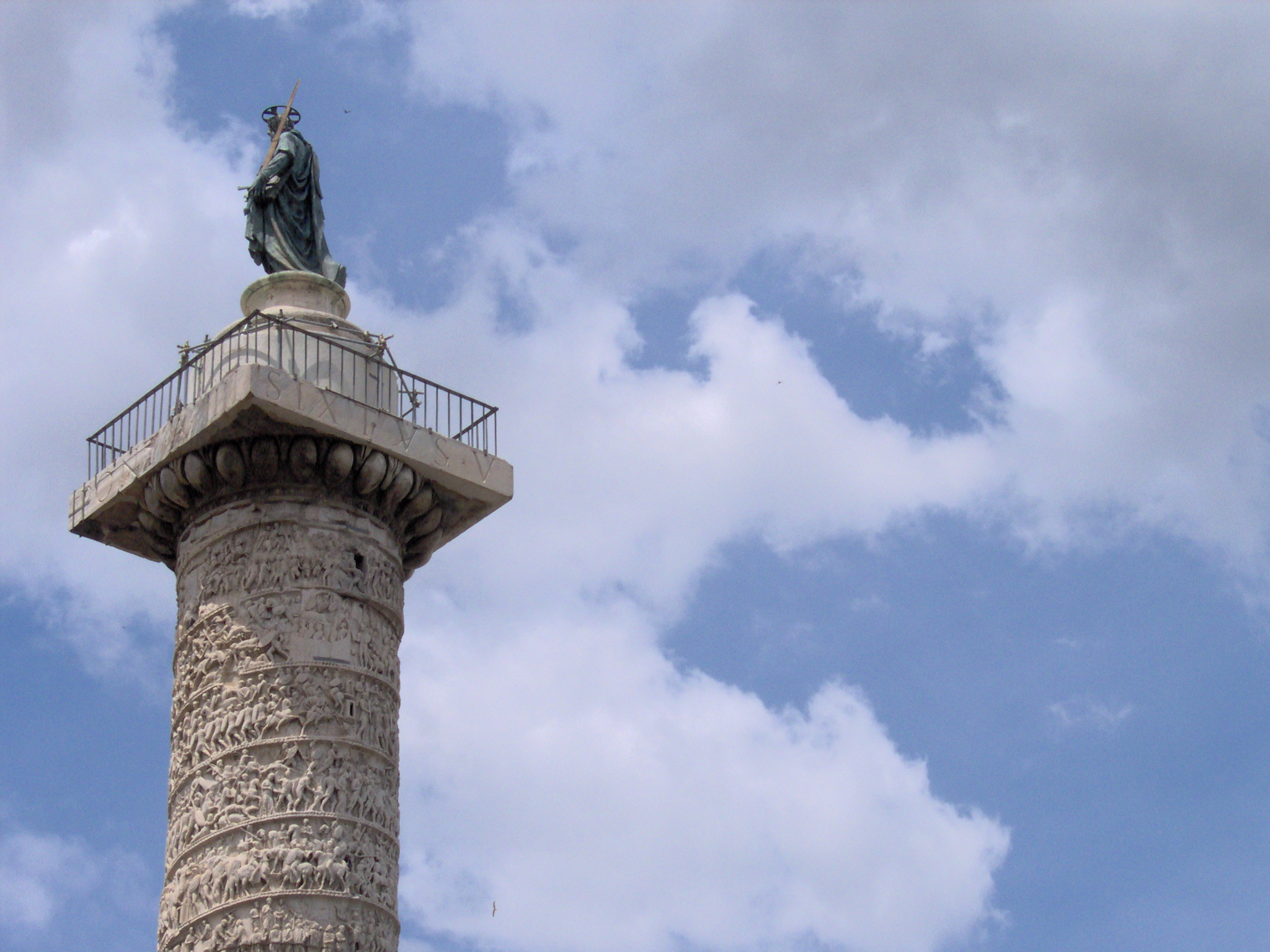
Columna de Marc Aureli a la Piazza Colonna, Roma

Els anomenats marcomans semblen ser un grup germànic aparentat als sueus que es trobaria al vell centre de les Guerres Marcomànqiques lliurades entre Roma i els pobles germànics. La cultura protogòtica de Wielbark degué de desplaçar-se del nord de la Gran Polònia i Masòvia, vers el 166, provocant una vaga migratòria germànica cap als llims romans. L'emperador Marc Aureli mirà d'impedir que l'avançament germànic penetrès sòl romà durant gairebé tot el seu regant.
Es compten prop de nou guerres que s'estenen des del 166 fins al 180. Del costat llevantí, les guerres permeteren a l'Imperi Romà d'annexionar-se les Armènia i Síria actuals. Els pobles germànics s'unixen per primera volta en coalicions i federacions per fer front a Roma. Les guerres cal emmarcar-les en el conflicte permanent entre romans i parts atès que el mateix August en parla als seus relats contra les fronteres partes. El cas, però, és que popularment les guerres semblen haver marcat alguna empremta en l'imaginari col·lectiu atès que la pel·lícula Gladiador pareguda l'any 2004 utilitza l'escenari de batalla de les guerres marcomanes malgrat que cap dels fets que s'hi explica, tal com s'hi explica, és real.
A còpia típicament romana, el mateix Mar Aureli fa bastir una columna en honor seu per commemorar la seua valentia davant els invasors marcomans. L'obra es troba actualment a Itàlia i fou bastida entre el 176 i el 192. Es tracta d'un relleu amb figures ixents esculpides de perfil. És una tira còmica que mostra com decorre la victòria romana a mode de propaganda. La columna és una imitació de les pràctiques de Trajà que mirà de vanagloriar-se per les seues batalles contra els pobles celtibèrics. En el cim de l'escultura, hi havia una escultura en bronze del mateix Marc Aureli que, durant l'edat mitjana és saquejada i no és anys més tard, durant les restauracions que es torna a recol·locar. L'escultura de Marc Aureli és una mostra evident de l'excel·lència romana en escultura.

### Les ocupacions a Europa

Esquematització de les invasions germàniques

Es pensa actualment que les diverses tribus germàniques que vivien més enllà dels llims romans començaren a fer pressió sobre les fronteres romanes cap al segle Vè degut a un congelament generalitzat de les temperatures a les estepes. En efecte, els poblaments de les estepes, habitades pels anomenats "huns" en historiografia europea occidental, degué de patir un canvi generalitzat de les condicions de supervivència que es feren de cop i volta més difícil i, per tant, optaren per desplaçar-se cap al sud.
Es tracta d'un poblament amb les seues pròpies pràctiques funeràries, fet que indica cosmovisions pròpies, així com un tipus d'art mòbil també propi i un modus vivendi nòmada tot i que expressament nòmada. En efecte, eren poblacions que degut a les condicions del medi ambien resolen desfer-se de la vida sedentària i acomodar-se novament a la vida nòmada. Tanmateix, les condicions de vida devien de fer-se més difícils vers el segle Vè i per això pressionaren les fronteres germàniques i, estes, no veuen cap altra alternativa que la de continuar baixant cap al sud, és a dir, pressionar les fronteres romanes.
Davant d'esta situació, Roma mira de contenir les onades migratòries amb barreres militars que són reforçades. Però, la pressió cedix i progressivament s'han d'atorgar "federacions" a alguns tribus germàniques a més d'aculturar-ne algunes poblacions que són allistades a l'exèrcit romà amb l'objectiu de fer front a allò que Roma percep com a "invasió". La pressió, però, no s'aguanta i vers el 467 Roma és gairebé història en tant que s'han instal·lat definitivament diversos regnes germànics que configuren tot el primer període de l'edat mitjana.
En efecte, fan caure Roma i des del seu declivi fins a l'any 1000, Europa es veu sacsejada per la creació de noves realitats. El sud veu com Justinià el Gran mira de recuperar territori perdut als ostrogots de forma efemèrida mentre que la península ibèrica es veu sacsejada per sueus, vàndals, visigots i tot seguit, àrabs. L'oest europeu es construïx amb diversos regnes "bàrbars" que són absorbits progressivament sota l'espada dels francs que arriben a construir un nou imperi, el carolingi, gairebé primera monarquia amb caire universalista després de la caigua de Roma.
Des la caiguda de Roma fins l'Imperi carolingi, Europa es cristianitza a passes gegantines perquè els mateixos germans s'acaben cristianitzant per raons polítiques. Els francs, així com els visigots, tenen ambicions hegemòniques i volen reconstruir Roma. De retruc, es veuen obligats a adoptar la religió de la plebs així com de les antigues elits romanes si volen tenir una vertadera penetració territorial. S'unix progressivament, un cop més, religió amb. política i torna a construir-se un estat teocràtic, com era l'Imperi carolingi.

## Edat mitjana

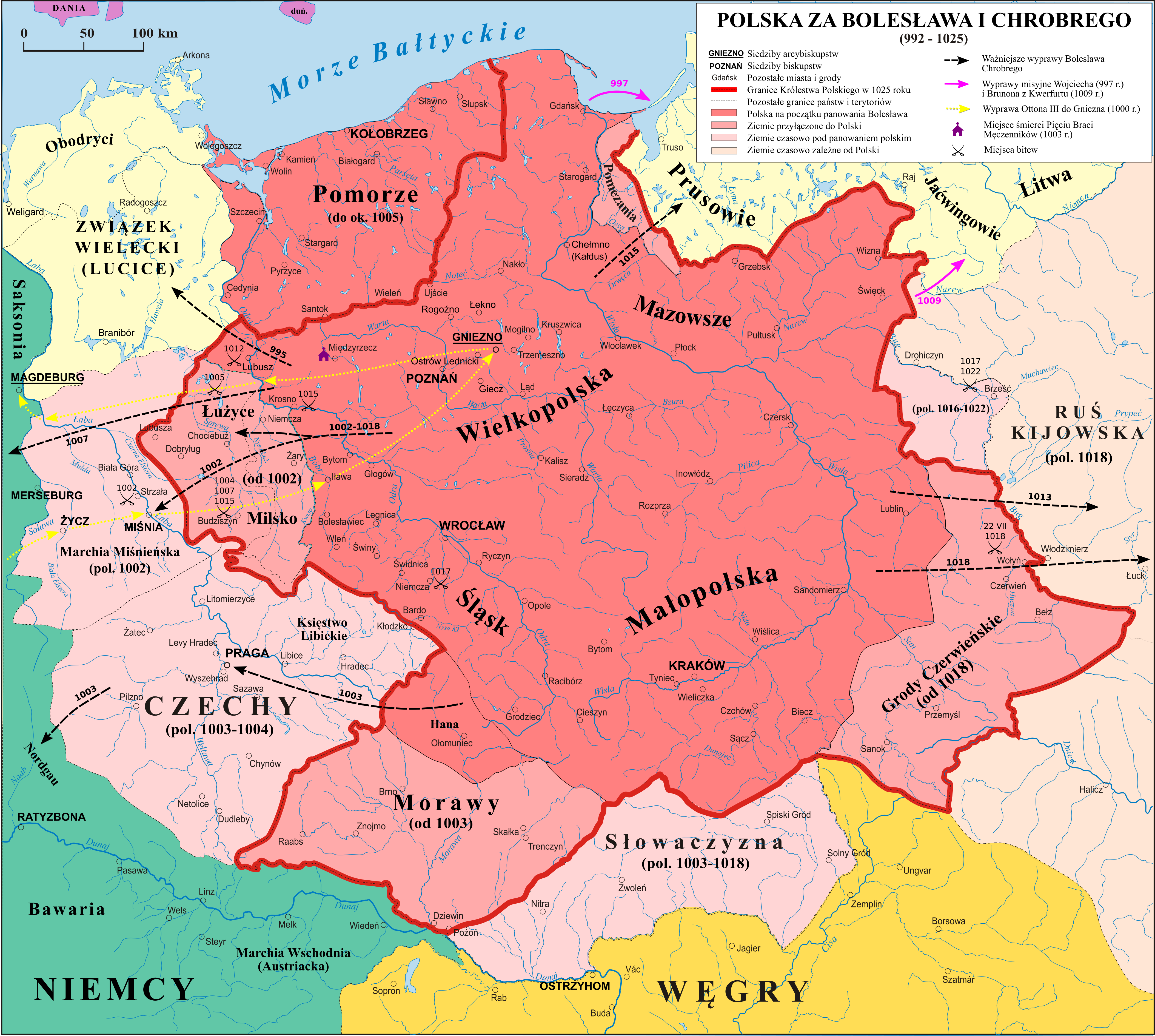
Polònia durant el regnat de Boleslau el Valent

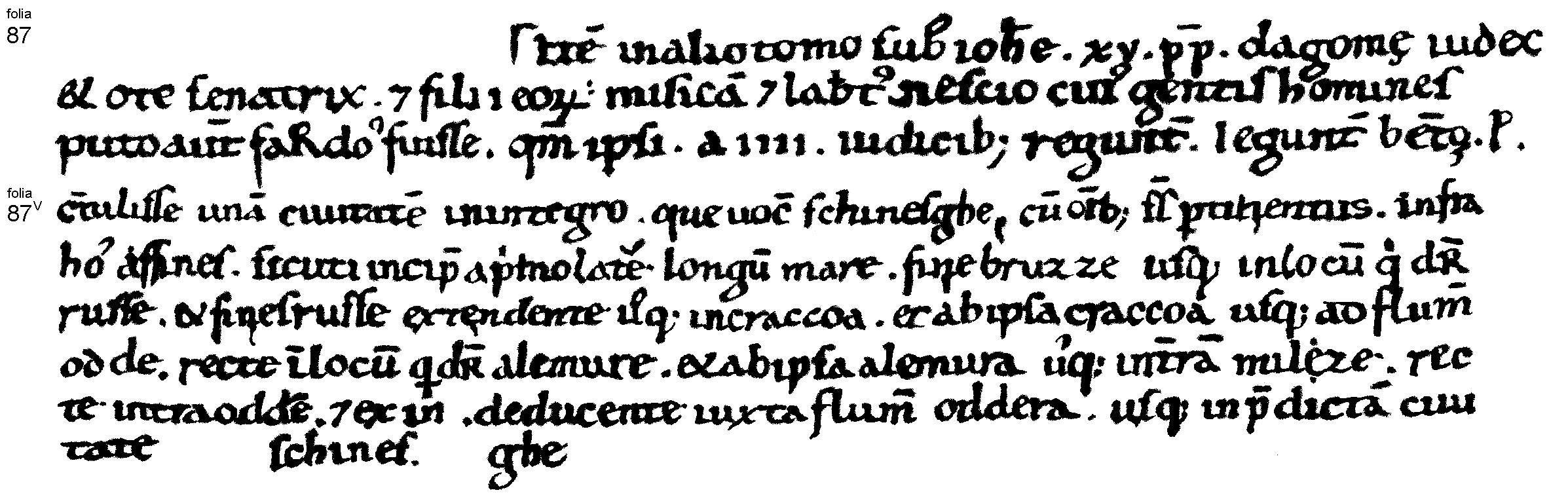
Algunes línies del Dagome Iudex (Còpia del Vaticà)

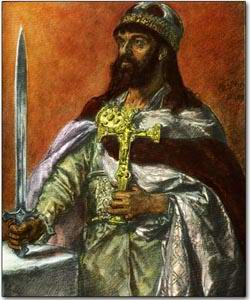
Miecislau I de Polònia, pintat per Jan Matejko

### De les marques otonianes al regne dels Priast
Als primers segles de la seua existència, la nació polonesa era dirigida per una sèrie de governants durs que convertien els polans al cristianisme, creaven un estat europeu central fort i integraven Polònia a la cultura europea. Els també poderosos enemics estrangers i la fragmentació interna erosionaven esta estructura inicial al segle xiii, però la consolidació durant els anys 1300 posà la base pel domini del Regne polonès que havia de venir.
El primer esment dels polans és a les cròniques del segle x d'Ibrahim ibn Jakub; fins llavors formaven part dels txecs. Les tribus polanes venien a Silèsia, al riu Oder (o Odra), on els reis i emperadors alemanys reconeixen els ducs de Moràvia i Bohèmia. Arran de dures guerres contra els germànics, el 966 l'emperador alemany Otó I el Gran reconix el títol ducal obtingut pel líder polà Miecislau I de Polònia, nascut als voltants de 930, i posteriorment el seu fill Boleslau I Chrobry, a la vegada s'havien compromès a ser fidels als emperadors des de les seves terres.
Els episodis de confrontació entre el ducat i l'Imperi germànic desencadenen en la conversió al cristianisme del territori polonès així com l'establiment d'unes fronteres desitjades i plasmades pel mateix Miescislau al Dagome Iudex. Fronteres que reberen el vist-i-plau papal, el qual resolgué protegir el ducat de Polònia, la qual cosa li conferia independència de cara al Sacre Imperi Romanogermànic, ambiciós de fer-se amb territori polonès. El successor del primer rei de Polònia acabà fins i tot sent canonitzat per l'Església de Roma. Aleshores es podria dir que el Ducat de Polònia aconseguix exercir a la pràctica com a verdader regne i imperi a Europa.
Els governants provincials del Sacre Imperi Romanogermànic, especialment els saxons, seguien polítiques d'expansió cap a l'est que es coneixien com el Drang nach Osten (impuls cap a l'est). Boleslau, nodrint-se de justificacions religioses, de bàrbars contra civilitzats, de cristians contra infidels, liderà confrontacions contra el Principat de Rus i contra les poblacions del mar Bàltic. Les terres sota el control del duc Miecislau, incloent-hi les terres mantingudes com a vassall de l'emperador, abastaven l'anomenada Gran Polònia, és a dir, Polònia, Masòvia, Silèsia i Pomerània. Les terres sumaven aproximadament una àrea de 250,000 km², amb una població d'aproximada d'1 milió.

#### Els assentaments eslaus polans
Arrel de les migracions dels huns, es desplacen els pobles germànics a Europa de l'oest mentre que Europa de l'est es veu envaïda pels pobles eslaus. Si, en efecte, els germànics feren pressió a l'Imperi Romà d'Occident, foren els eslaus els encarregats de fer pressió a l'Imperi Romà d'Orient.
De la mà dels mercaders romans tenim noms dels diferents pobles eslaus que es distribuïren a l'est. S'hi troba precisament el poble polonès que originàriament s'havia designat com a assentat a "Polanie" i que en llengua llatina vol significar "poble dels camps". Etimològicament es podria dir doncs que la construcció que es fa posteriorment la nació polonesa de la seua història partix d'esta designació romana dels eslaus que s'assentaren durant les migracions del segle Vè a Polònia.
Al nord, conviuen amb els lituans i prussians mentre que al sud convien amb eslovacs i txecs. Durant l'Edat Mitjana, el costat Est, principalment durant el segle Xè, veu la construcció del regne dels rus, terme que prové del finès i que designa actualment el poble rus. El nord conviu amb els pomerans de manera que a totes bandes, allò que la historiografia polonesa designa polans, es troben envoltats de "tampons", gairebé encerclats i cercats.
En efecte, els pomerans mantenien relacions comercials amb els normands, designats a Europa Occidental d'esta manera, mentre que la resta de pobles del voltant promouen guerres amb els entorns de manera que es podria dir que entre el segle VIIIè i IX hi ha una certa tranquil·litat per al poble polà. Els polans parlaven una llengua pròpia i tenien la mateixa religió politeista o en tot cas propera a la que practicaven txercs i eslovacs. Religió de tipus cíclica, tenia un panteó no jerarquitzat que venerava objectes de la natura com ara arbres, plantes, etc.
De mica en mica s'acaba formant una societat jeràrquica que s'expandix i s'estabilitza fins a fundar una primera dinastia, la dels Piast (966-1385), fet amb què podem dir que tenim el primer regne polonès.

#### Les guerres germanicopoloneses
Els eslaus, entre els quals els polans, presentaren una gran resistència als germans. Durant el segle IXè i Xè, l'ascensió d'Otó I com a primer rei d'allò que s'acaba transformant en el Sacre Imperi Romanogermànic, fou sinònim de guerra entre eslaus i germans. Segons l'Ibrahim ibn Yakub, mercader jueu vingut de la península ibèrica, un príncep semblava disputar-se l'extensió del territori dels polans contra Otó I. Parla i tot de poder impositiu tributari sobre el territori polà i de la possessió d'una xarxa de castells que reuniria al voltant de 3000 cavallers.
És amb esta força militar que s'inicien les guerres entre germans i eslaus. Unes guerres que veuen la construcció del costat germànic de les anomenades marques militars. Es tractava de fer ús de les antigues fronteres o llims militars de l'Imperi Romà amb l'objectiu de contenir les invasions eslaves, si més no, percebudes d'esta manera pels germànics. L'ascens al poder d'Otó I és doncs el final del període xiquet d'aïllament dels polans..
El príncep Mieszko, presumiblement responsable d'esta guerra contra els germànics, parix voler obtenir les mateixes recompenses que Otó I. Coronat Emperador dels romans per Roma, el príncep polà semblava envejar-ne el títol, la qual cosa permet dir-nos que el final de l'aïllament polonès vingué motivat per ideologia que no pas per una qüestió definitiva. En efecte, des del Sacre Imperi Romanogermànic s'hi mira de construir una monarquia universalista perquè això permetia tenir accés a un ampli territori i els seus recursos subsegüents..

#### La primera cristianització a Polònia

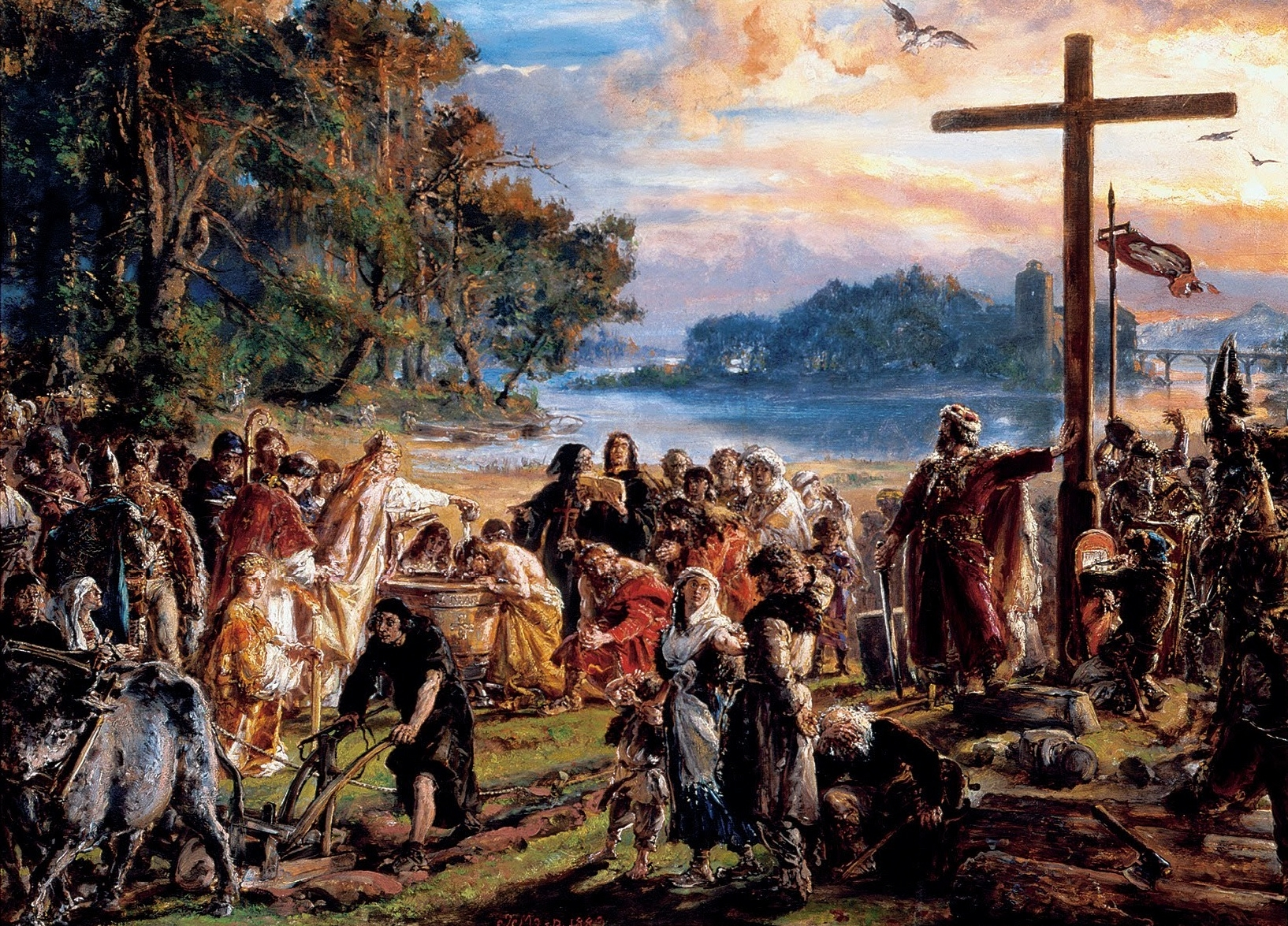
La cristianització de Polònia, de Jan Matejko

A conseqüència de les baralles entre polans i germans, el rei Otó I reconstruïx la idea de les marques militars i n'erigix a l'est per contenir a polans i altres pobles. Però, estes, no foren l'única marca visible de les ambicions dels dos monarques. En efecte, el mateix Miecislau I de Polònia se n'adona aviat que si vol evitar baralles amb Otó I i fer-se amb el seu títol d'Emperador, tan desitjat i envejat, havia de convertir-se al cristianisme.

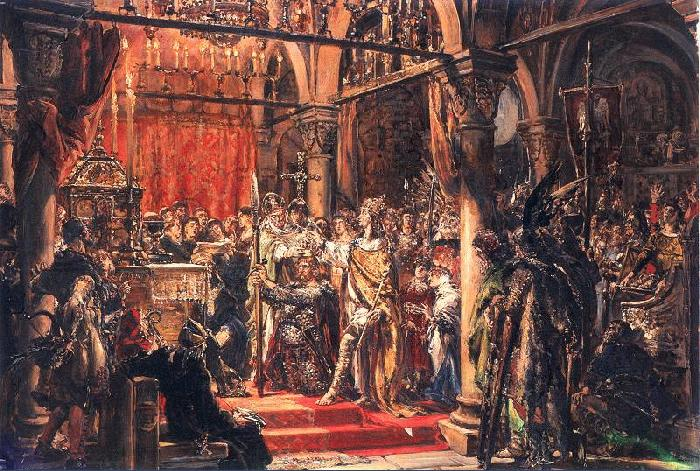
Coronació de Boleslau I de Polònia, oli sobre tela de Jan Matejko, 1889, castell Reial de Varsòvia

Arran del seu casament amb la princesa Doubravka de Bohèmia l'any 965, Miecislau resol convertir-se al cristianisme, batejant fins i tot la seua cort. Al Ducat de Polònia s'hi procedix a un procés de cristianització generalitzat acompanyat d'invasions al bàltic. Amb ganes de glòria, el monarca polà decidí estendre el seu ducat a la costa bàltica, invadint Pomerània i marcant, així doncs, les marques militars del Sacre Imperi Romanogermànic. Amb este esdeveniment hi tenim un fet d'importància política. Significà la integració de Polònia al món occidental cristià. A més, segellà una aliança amb els txecs per intentar quedar-se terra alemanya conquerida. Els bateigs foren fets per un clergue txec. Unes marques altament disputades perquè tots dos regnes miraren d'annexionar-se el bàltic i per això esdevingueren terreny de batalla recurrent. El primer rei polonès aconseguí apropar-se a Dinamarca, estenent-se i tot a l'oest del ducat de Polònia. La seua filla fou casada amb Eric VI de Suècia. Tot plegat en plenes expedicions normandes contra Anglaterra i les illes britàniques actuals..
Boleslau continuà el treball del seu pare. Podia conservar la unió del país expulsant Oda (segona muller de Miecislau) i els seus fills. Al congrés de Gniezno (1000) aconseguí que l'emperador Otó III li donara el permís per crear el primer arquebisbat polonès. Després de la mort inoportuna d'Otó III el 1002 a l'edat de 22 anys, Boleslau conquerí la marca imperial de Meissen i també Lusàcia (en llatí Lusatia, en polonès Łużyce), i arrabassà territori imperial durant les disputes sobre el tron -ell i el seu pare havien donat suport al duc Enric II de Baviera contra Otó, i havien acceptat l'accessió del fill del duc Enric com l'emperador Enric II. Boleslau conqueria i es feia duc de Bohèmia el 1003, però el perdé l'any següent. Derrotà els russos i assaltà Kíev el 1018.

### Del primer regne polonès a la crisi successòria

#### Primer Regne de Polònia (1025-1138)
Miecislau I de Polònia es considera el primer rei de la dinastia Piast (anomenada així pel cognom llegendari de la família), que va durar quatre segles. Entre 967 i 990, Miecislau conquerí un substancial territori al llarg del mar Bàltic i la regió coneguda com la Petita Polònia, al sud. Abans que oficialment se sotmetés a l'autoritat de la Santa Seu de Roma el 990, Miecislau havia transformat el seu ducat en una de les potències més fortes de l'Europa de l'Est.
El fill i successor de Miecislau, Boleslau I (992-1025), conegut com el Valent, construïa sobre els fonaments de son pare i es convertia en el monarca polonès més reeixit de la primera era medieval. Boleslau continuà la política d'apaivagament amb els alemanys mentre aprofitava la seua situació política per guanyar territori on fora possible. Frustrat en els seus esforços per formar una societat oposant al Sacre Imperi romà, Boleslau guanyà territori en una sèrie de guerres contra l'emperador alemany el 1003 i el 1004. Més endavant, estenia els límits del seu regne a la Ucraïna actual. Abans de la seua mort el 1025, Boleslau s'havia guanyat el reconeixement internacional com el primer rei d'una plenament sobirana Polònia..

#### Fragmentació (1138-1295)

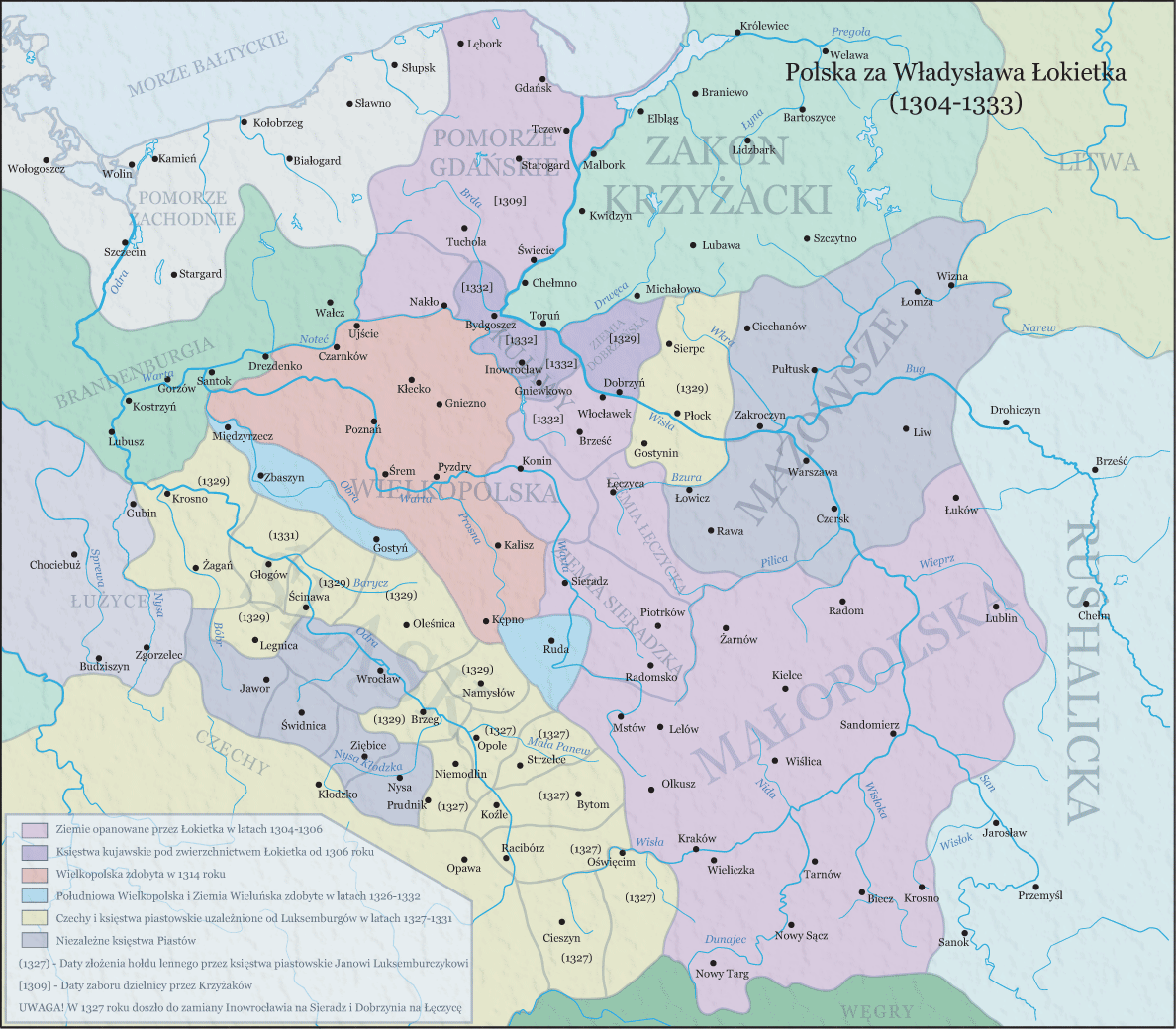
Polònia durant el regnat de Ladislau el Breu

Les invasions al Principat de Rus, a Bohèmia i al Sacre Imperi Romanogermànic són aprofitades a la mort de Casimir I. Rei priast, el territori aconseguit és immens. Tant gran que la seua pròpia dimensió hi jugà en contra. El caire feudalista del regne aparix i comença la desestabilització interna. Els senyors feudals exigixen més poder i això contribuïx a contestar la dinastia dels Priast. El Sacre Imperi Romanogermànic, Bohèmia i el Principat de Rus hi veuen l'ocasió ideal per recuperar el territori que fou annexionat pels polans. És així com s'inicia un vertader retrocés del primer Regne de Polònia.
En morir Boleslau, el seu fill més gran, Ladislau, concebé la idea de la unió de la restauració de Polònia privant els seus germans de les seues porcions. Es trobava amb l'oposició resolta de l'Església i els magnats, que clarament reconeixien que un poder centralitzat era perjudicial als seus interessos i influència. L'arquebisbe de Gniezno llançava un anatema a Ladislau i dos forts potentats organitzaren un exèrcit contra ell. El resultat fou una guerra civil que, malgrat l'ajuda rebuda de fora i la interferència de Frederic I Barba-roja, acabà amb la derrota del gran duc de Cracòvia el 1146. Això marca el començament de l'era de desintegració del jove estat polonès i la disminució del poder monàrquic a Polònia. Els principats de Silèsia, Gran Polònia i Masòvia s'havien dividit en unitats més petites. Els interessos separatistes i les gelosies conduïren sovint a la guerra.
El regnat de Casimir I de Polònia (1037-1058) fou un període curt d'estabilitat: unificà el país, i fou succeït per Boleslau II, que aprofità el conflicte entre l'emperador Enric IV i el papa Gregori VII per fer-se rei el 1076. Els propietaris es rebel·laren encara una altra vegada i Boleslau II abdica el 1079. El seu germà Ladislau I el Sant prengué el tron i també abdicà el 1102, donant el poder als seus fills Zbigniew de Polònia i Boleslau III Wrymouth, que regnaren simultàniament, fins que Boleslau desterrà el seu mig germà del regne el 1107.
Fou Boleslau qui uní altre cop el regne el 1106 i el defensà de l'Sacre Imperi Romanogermànic més tard. Aconseguí conquerir una altra vegada tots els territoris previs, només per un cert temps, incloent-hi Pomerània. Abans de la seua mort el 1138, dividí el poder del regne entre els seus fills, en cinc principats Silèsia, Gran Polònia, Masòvia, Sandomir i Cracòvia. Les primeres quatre províncies es dividien entre els seus quatre fills, que es convertien en governants independents. La cinquena província, Cracòvia, se sumava als principats i era la representant de la totalitat de Polònia.
Les polítiques d'unificació foren molt difícils de portar perquè hi hagué resistència de moltes comunitats dites paganes que malgrat les massives conversions sota Miecislau, es resistiren a fer cas al poder polonès. Alhora l'Església catòlica decidix anar en contra de la unificació per avantatjar el poder bohemi. La dinastia dels Priast s'alia amb els hongaresos al sud i això atia els ànims. Bohèmia s'enfronta a Polònia amb l'ajuda de l'Església. Com a represàlia, la dinastia dels Priast no donà suport a la crida papal durant les Croades contra els turcs a Jerusalem.

### Ascens de la dinastia dels Jagellons
Arran de la fragmentació sota la dinastia dels Priast, se succeïx un període fosc a Polònia. El país és objecte d'invasions, de la banda de l'oest, d'una guerra de poder a l'est i d'un intent d'annexió vingut del sud.
Malgrat que el regne polonès es mantingué força unit, i, per tant, dempeus, la veritat és que fou annexionat per Bohèmia i el Sacre Imperi Romanogermànic. L'Ordre del Temple es veu implicat en un redibuix de les fronteres al bàltic mentre que Brandemburg mira de fer-se amb Polònia. Polònia perd la seua independència i d'ençà que es forma un nucli de resistència a Crackòvia.
El sud és objecte d'incursions mongoles mentre que de l'oest penetra població de parla alemanya empesa per una gran crisi que ateny no només el Sacre Imperi Romanogermànic, sinó de forma més general tot Europa. Europa es veu sacsejada. Guerra dels Cent Anys, Gran Cisma d'Occident i la Pesta. Tots estos fets contribuïxen a delmar l'economia dels regnes europeus i com a conseqüència, s'inicien guerres per annexionar-se territori nou, en vista d'aconseguir-ne recursos per fer revifar les economies respectives.
El resultat final de tot plegat és la caiguda de la dinastia dels Priast a favor de la dinastia dels Jagellons.

#### La invasió alemanya de Polònia

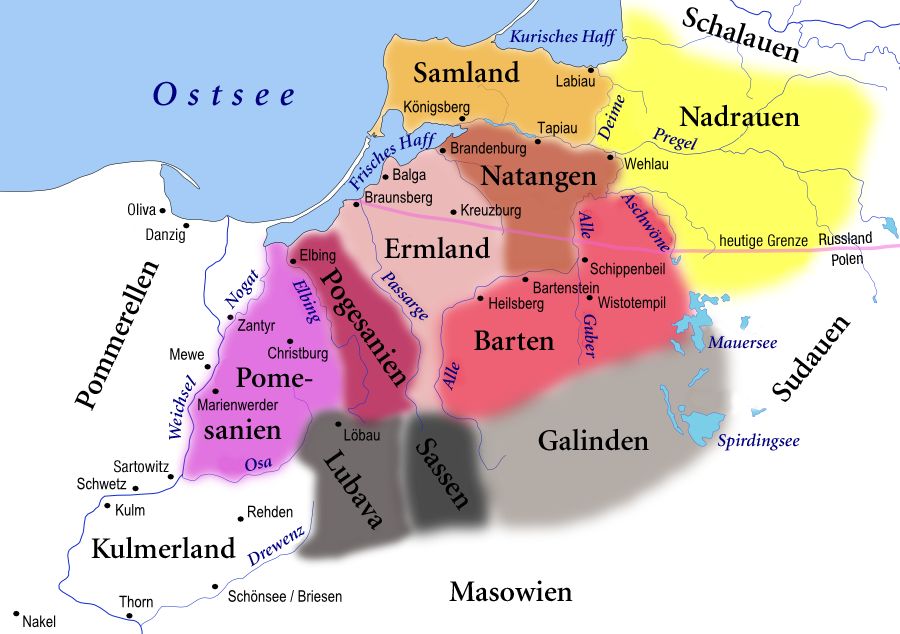
Expansió territorial prussiana de l'Ostsiedlung.

Diversos motius expliquen que vers el XII fins al segle xv s'assistisca a una vaga migratòria de refugiats provinents de l'Alemanya actual. Aleshores el Sacre Imperi Romanogermànic es veu sacsejat per la Pesta. Les conseqüències econòmiques no es deixaren esperar: declivi de la producció agrícola i artesanal, aturada dels transports, etc.
A l'est del Sacre Imperi Romanogermànic hi ha un fenomen de deserció de les terres pobres. Els prínceps, en recuperar-les, apugen els seus drets de tribut i, en ésser els senyors directes, la violència creix en cas de no cobrament. La pressió demogràfica clava la situació. A Polònia, contràriament, no hi ha una estructura vertaderament feudalitzant, en tant que el vassallatge no hi és aplicat a la regla, de manera que hi ha molta terra lliure. Alhora tampoc hi ha un creixement demogràfic i, per tant, poca pressió.
Efectivament, hi ha un desenvolupament demogràfic important al Sacre Imperi Romanogermànic, però no pas a Polònia. Un creixement que s'explica pel comerç mediterrani. Les ciutats tornen a aparèixer després d'haver-se replegat amb la caiguda de l'Imperi Romà. La proliferació d'aquestes permet un augment important de la població. Hi ha dos pols que promouen aquest canvi: Flandes i Itàlia.
La pressió tributària, la pressió demogràfica, les conseqüències de les guerres i la pesta, es troben en l'origen de la invasió de l'est europeu. Per tot això al final de l'edat mitjana el Sacre Imperi Romanogermànic es troba en decadència i la població marxa cap a Polònia. Es parla d'invasió perquè permet explicar els episodis de la història mundial i alemanya. En efecte, durant l'entreguerres i fins i tot durant el segle xix, la propaganda feixista alemanya argumenta tenir un "espai vital" a l'est d'Europa, principalment a Txèquia i Eslovàquia, a més de Polònia. La propaganda estatal pren com a fonament esta colonització esdevinguda durant l'Edat Mitjana. Els episodis que porten a la Segona Guerra Mundial s'originen doncs a partir d'este episodi medieval.
Polònia tenia efectivament territori de parla alemanya perquè històricament el país ha estat fragmentat per Rússia i Prússia, les quals hi motivaren vagues d'immigració de parla germànica o russòfona. El mateix episodi es repetix si fa no fa amb Txèquia i, d'ací doncs, que l'Alemanya Nazi reivindicara el territori dels Sudets. La qüestió a l'est era purament expansionista atès que Prússia hi havia promogut migracions com a mètode de substitució cultural.
Les vagues colonials de l'edat mitjana estigueren motivades per una promesa d'obtenir millors terres. El fet que es poguera ocupar militarment territori aliè i afranquir-se per manca d'una vertadera estructura feudal a Polònia, era un bon al·licient per marxar i establir-se a l'est. Nodrint-se de retòrica evangelitzadora, la població marxa massivament i s'instal·la en territori central i oriental europeu.

#### La invasió mongola de Polònia

Expansió de l'Imperi mongol de 1206 a 1294 i construcció de l'Horda d'or entre el 1279 i el 1294.

A la mort de Genguis Khan, el centre asiàtic es troba sota l'espasa de l'Imperi mongol. Les noves tàctiques de la guerra i la virulència contra la població envaïda porta els mongols a construir un imperi devastador i enorme. Cap al 1223 Rússia és atacada pel poder mongol i l'any 1237 la invasió ja és una realitat. La monarquia russa no aconseguix fer front a l'Imperi mongol i és assumida.
Els mongols perseguixen doncs la seua particular conquesta d'Europa partint d'Ucraïna i Crimea fins a Polònia. Penetren territori hongarès i seguixen fins a Polònia. El país es veié afectat a les fronteres. Per bé que els tàrtars no aconseguiren anar més enllà del sud, la realitat és que Polònia hauria estat envaïda si no fora per circumstàncies imprevistes.
La mort del cap del clan a Hongria porta l'Imperi mongol a desestimar la invasió cap a nord i, per tant, Polònia torna a la normalitat. Això sí, l'Imperi mongol, tot i desestimar la invasió d'Escandinàvia, es queda amb Rússia i en esta s'hi construïx l'Horda d'Or. Essent fronterera amb Polònia, és de l'est que continuaren havent-hi ràtzies mongoles mentre el poder d'Ulan Bator dominà Rússia.

#### Les croades bàltiques
Les croades bàltiques foren una sèrie de campanyes militars que els regnes cristians d'Europa portaren contra les poblacions de la costa bàltica. L'objectiu altre cop apel·lava a la necessitat de cristianitzar els pobles bàltics en ésser "pagans". Rere, però, s'hi dibuixava la intenció de fer-se amb territori aliè així com les croades contra els turcs de Jerusalem havien de salvar la tomba de Crist. En efecte, els regnes escandinaus, amb Dinamarca inclosa, el Branderburg i els ducats polonesos de Mazòvia i Pomerània resolgueren disputar-se les terres bàltiques, entre d'altres, per fer-se amb el port de Lübeck.
L'Església catòlica tampoc volgué faltar al conflicte. Roma fou incentivada pels bisbes locals a donar suport a les croades bàltiques oficialment perquè calia combatre contra els pagans. Este discurs de la "guerra justa" pretenia sobretot fer el mateix que s'estava fent a Jerusalem, és a dir, annexionar-se territori i fer-se amb recursos aliens. El cas, però, és que les croades a Jerusalem no sempre tingueren l'èxit esperat i per això els bisbes polonesos, germànics, danesos, entre d'altres, pensaren que l'objectiu final era més plausible al nord d'Europa.
La dinastia dels Priast no hi participà en consonància amb la voluntat de contrarestar les intencions de fragmentar el regne polonès per part de Roma. En canvi, hi participaren dos ducats polonesos. La qüestió, però, és que a Prússia s'hi muntà una ordre militar amb la intenció d'envair Polònia. I és que a Estònia també s'hi muntà una ordre militar per tal d'envair territori letó i forçar-ne les poblacions a practicar el cristianisme. A Prússia s'agafa l'exemple estonià i s'intenta invadir Polònia. El ducat de Mazòvia havia pretès anteriorment fer-se amb Prússia i, per això, aprofitant la declaració papal de les croades al Bàltic, Prússia mira d'annexionar-se amb Polònia. Davant la situació, s'hi involucren els ducats de Pomerània i Mazòvia.
Mazòvia demana llavors a l'Ordre dels Templers d'involucrar-s'hi del seu costat. L'ordre que fou expulsat per Hongria que no es refiava de les seues intencions, veié una bona oportunitat al nord d'Europa. De passada, Roma autoritza una invasió a Prússia per tal de fer-ne un feu perpetu i, per tant, l'Ordre dels Temples es reestructura en l'anomenat Ordre Teutònic. Reformulat, resol fer la guerra contra Prússia. El ducat d'Àustria i el rei de Bohèmia se sumaren a la guerra.
En l'espai de 50 anys i arran de les guerres lliurades per l'Ordre Teutònic, neix un vertader estat a les fronteres de Mozàvia: Estat monàstic de l'Ordre Teutònic. Un estat que mira de desfer-se de lituans per imposar-los el cristianisme i germanitzar-los. Si, el nou estat, no fou una amenaça inicialment, les coses començaren a canviar amb l'ascens d'una nova dinastia la marca de Brandenburg, Alemanya. Allà s'hi començà a avançar cap al Bàltic i, tot seguit, s'annexionà l'Estat monàstic de l'Ordre Teutònic. Fet això, l'any 1231 comença l'ofensiva contra els ducats polonesos.
La dinastia dels Priast no aconseguix controlar el territori, força desestabilitzat. Ràtzies mongoles, amenaça bohèmia i guerres fratricides internes, tot es conjuga i ben aviat els caps locals deixen de consentir als Priast com a legítims senyors. Brandenburg avança i es consent la sobirania germànica. Alhora el regne és invadit per l'est amb vagues de migració molt importants per una vertadera crisi al Sacre Imperi Romanogermànic. Bohèmia aprofita l'ocasió i es declara sobirana de Polònia. L'Església catòlica, contrariada perquè els Priast no donen suport a la seua política de fragmentació de Polònia, resol donar suport al monarca bohemi i, per tant, este és coronat rei de Polònia. Els Priast ja són història.

#### La nova dinastia dels Jagellons
Annexionada a Bohèmia, els nobles polonesos entenen ràpidament que per recuperar la independència caldria deixar de banda el caire hereditari de l'antiga dinastia i optar per escollir un nou monarca a mode electiu. Ací la intenció era trobar un rival a Crackòvia amb què es poguera destituir el rei bohemi i retornar la sobirania. Bohèmia, tanmateix, desitjosa d'allunyar el poder germànic, aturà ràpidament les polítiques de germanització de Brandenburg i el Sacre Imperi Romanogermànic.
Nodrint-se d'una mistificació realitzada a l'entorn del màrtir Estanislau, bisbe de Crackòvia, la noblesa polonesa fa caure la unitat del regne en un suposat desig diví i predestinat. Amb esta retòrica, s'inicia la reconquesta del poder. Primer Enric i després Premislau II, es coronen sense permís com a nous monarques de Polònia. Morts pel Brandenburg, li succeïx Ladislau que el 1300 fuig del país a la cerca de suports externs.
El Cisma d'Occident acaba retortant el tron a la noblesa polonesa. En efecte, Roma es troba aleshores disputant-se la legitimitat papal i s'han autoproclamat papes a Avinyó. El regne francès contesta el poder eclesiàstic i, per tant, ajuda a les autoproclamacions. La situació esdevé de caràcter internacional atès que els regnes cristians s'hi sumen posicionant-se d'un costat o de l'altre. El Sacre Imperi Romanogermànic esdevé en este conflicte entre papes enemic de Roma. Si, durant les croades bàltiques, Roma no dona suport a Polònia, de cop i volta veu tot l'interès a donar-hi suport i, per tant, Ladislau aconseguix que Roma l'ajude a recuperar el tron i unificar novament Polònia.
Un altre suport, el trobà en Carles Robert d'Anjou de Sicília i Nàpols. Comte d'Anjou, França, és coronat rei a Hongria. Hongria, en guerra contra Bohèmia, fa casar la seua descendència amb la filla de Ladislau i, per tant, l'autoproclamat rei polonès emprèn la guerra contra Bohèmia i el Sacre Imperi Romanogermànic. Coronat el 1320 com a rei de Polònia de forma ja oficial i no autoproclamada, amb el suport de Suècia i Dinamarca, el Brandenburg és enderrocat. Només falta desfer-se de Bohèmia. Ladislau acusa llavors l'Ordre Teutònic d'haver envaït Polònia a mans dels Templers. Els Templers que són qüestionats per Roma, han de fer recular. Prússia és enderrocada. Bohèmia s'alia amb el ducat de Luxemburg i mira de resistir, no per gaire temps més.
El successor, Casimir III, munta una vertadera frontissa en contra de Bohèmia i comença a reconstruir el regne. Europa es veu del tot sacsejada per la Guerra dels Cent Anys i per la pesta. Les condicions climàtiques milloren considerablement a Polònia i, per tant, el país creix mentre la resta d'Europa cau en decadència. De la mateixa manera que Portugal aleshores, Polònia no es troba en cap guerra de caràcter major com França i Anglaterra, té una costa marítima que cal explotar i la fugida de represaliats polítics a Polònia incentiva el comerç i la cultura.
A la mort de Casimir III, Bohèmia ha estat expulsada però el monarca polonès no té descendència. Lluís I d'Hongria i d'Anjou és designat com a hereu, però tampoc té descendència, llevat de dues filles, per tant, de sexe femení. Per evitar que Hongria s'annexione Polònia, la noblesa fa jurar Lluís I d'Hongria sobre les fronteres poloneses i no pas sobre l'herència hongaresa. Fet això, el monarca casa la primera filla amb el ducat de Luxemburg, que esdevé la línia successòria de Polònia i, la segona filla, amb els Habsburg. A la mort del monarca, per tal d'evitar que les herències de Bohèmia amb el ducat de Luxemburg siguen altre cop motiu per mirar d'annexionar-se Polònia, la noblesa polonesa, a Crackòvia, aparta l'hereua de Luxemburg i corona la dels Habsburg. Les intrigues de palau es posen llavors al dia i s'empresonen legítimes successores. Finalment, per evitar-se ingerències Habsburgues, es fa casar l'hereu Habsburg al tron polonès amb la casa reial de Lituània. Esta unix llavors la corona de Polònia i Lituània. D'aleshores ençà es coneixerà Polònia com el regne de Lituània i Polònia, una confederació de dos estats que, per bé que s'han unit matrimonialment, mantenen les seues respectives monedes, corts, lleis, etc. A Polònia hi regnarà doncs la dinastia dels Jagellons.

### Regnat dels Jagellons

Mapa de Polònia-Lituània després de la Unió de Lublin el 1569: en color rosa-pell tenim l'extensió de Polònia-Lituània i en rosa-fantasia els ducats vassalls

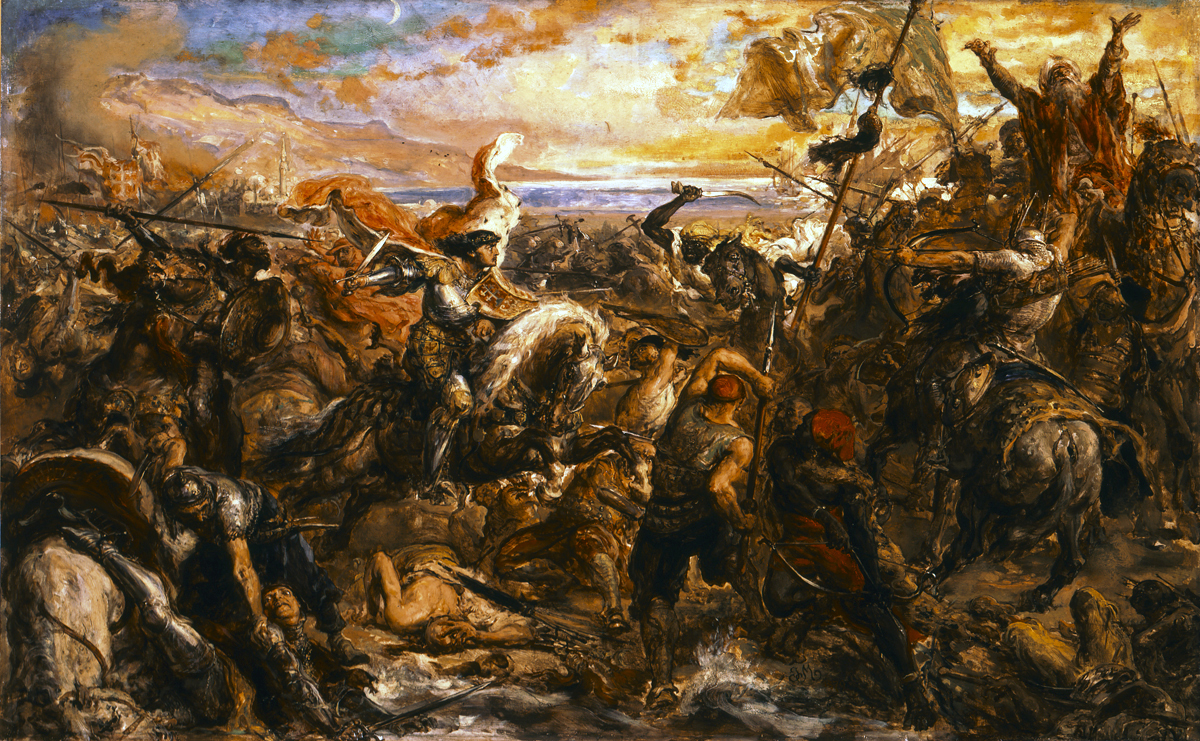
El rei Ladislau en la batalla de Varna, pintura de Jan Matejko

#### La Croada de Varna
Els regnats de la dinastia dels Jagellons estigueren marcats per les croades contra l'Imperi Otomà. Unes guerres que li valgueren crisis successòries, com l'esdevinguda arran de la mort del jove Władysław III (1434–44), en la batalla de Varna contra les forces de l'Imperi Otomà. La mort fou un desastre per a la dinastia perquè provocà un interregne de tres anys que acabà amb finalment amb l'ascens del germà de Władysław Casimir IV Jagiellon el 1447.
Els moments crítics del període jagellonià tingueren lloc durant el llarg regnat de Casimir IV. El monarca de Polònia tingué diversos fronts:
- la Guerra dels Tretze Anys
- la Croada de Varna
- les guerres russolituanes

A Varna es fe front als otomans i als tàrtars de Crimea del sud mentre el país es desenvolupava com un estat feudal, amb una economia predominantment agrícola i una noblesa terrestre cada vegada més dominant. Cracòvia, la capital reial, es convertí en un important centre acadèmic i cultural; el 1473 hi començà a operar la primera impremta. Amb la creixent puixança de la szlachta (noblesa mitjana i baixa), el consell del rei transformant-se progressivament en una cambra bicameral, anomenada de Sejm (parlament), de caràcter estamental i representiva exclusivament els màxims dignataris del regne polonès.

#### Guerra dels Tretze Anys
La guerra dels Tretze Anys fou un conflicte armat que oposà els cavallers teutònics al regne de Polònia entre el 1454 i el 1467. Començà pel sollevament de les ciutats prussianes i de la noblesa local contra l'Estat monàstic de l'Ordre dels Cavallers Teutònics. Antics hereus de l'annexió de Polònia, el regne acudí a ajudar les ciutats i els nobles que apel·laren a una ajuda externa. Més concretament, proposaren al rei de Polònia, Casimir IV, d'incorporar Prússia al seu regne com a recompensa per l'ajuda fornida durant l'aixecament.
La guerra finalitza amb la victòria polonesa. S'hi conclou una pau amb el Tractat de Thorn el 1466. Polònia hi pacta la separació de l'anomenada Prússia Oriental de Polònia. Esdevé doncs dependent de Polònia en tant que feu, però sota les ordres de l'administració teutònica. La guerra, però, gairebé una guerra de compromís. Dantzig, principal ciutat de la Pomerània oriental, havia estat conquistada per Polònia sota Bolesles I. Aleshores Prússia es troba en creixement econòmic i el domini de l'Ordre Teutònic no agrada gens ni mica a la noblesa local perquè es veu sotmesa a una administració que considera anacrònica i que impossibilitat el repartiment dels guanys.
Els llaços culturals entre Dantzig i Cracòvia porten doncs a un sollevament. Lituània, per la seua banda, federada amb Polònia no intervindrà en esta guerra, ocupada en mirar de fer front al Gran Ducat de Mostiu. El fet que cap regne intervinga a nivell internacional ajudà i molt a les forces poloneses en la seua necessitat de retenir els teutons i els otomans.

#### La guerra contra el Gran Ducat de Moscou

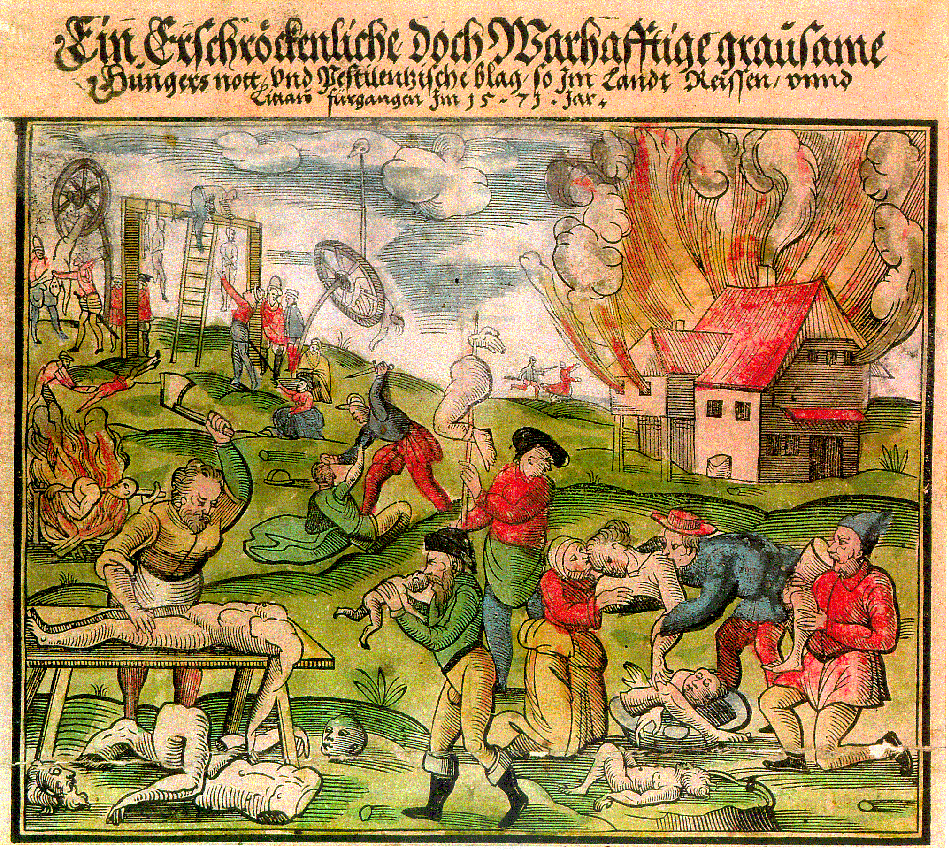
Les guerres generaren episodis de canibalisme a Lituània i Rússia.

Les vel·leïtats a Rússia contra Lituània i els territoris bàltics, porta Lituània a lliurar-se la guerra contra el Gran Ducat de Moscou. Polònia es veu en l'obligació d'ajudar el seu aliat lituà en virtut de la unió matrimonial entre Polònia i Lituània. En efecte, el Gran Ducat de Lituània es troba aleshores davant d'una política expansionista russa que la porta a dependre-hi cada vegada més. Davant la situació i en resposta a un creixement de les tensions, Lituània pren les armes contra Moscou. Això ajudà i molt a construir la mancomunitat de Polònia-Lituània.
Polònia hagué d'ajudar Lituània durant els segles XV i XVI. Podem comptar fins a sis guerres:
- Primera guerra
- Segona guerra
- Tercera guerra
- Quarta guerra
- Cinquena guerra
- Guerra de Livònia

La guerra acaba involucrant altres estats europeus per la possessió de Livponia, actualment Estònia i Letònia. En efecte, Dinamarca, Polònia-Lituània, Rússia i Suècia es barallen llavors per posseir la resta del territori bàltic, és a dir, les actuals Estònia i Letònia. Allà s'hi havia format una Confederació, dita de Livònia, però Rússia vol dissoldre-la, cosa que provocà l'entrada en escena de Polònia-Lituània. Les dues hi veien doncs una amenaça per les seues fronteres. Les ambicions territorials porten llavors a la intervenció de Suècia i Dinamarca.
Les victòries de Polònia-Lituània en la batalla de Wenden i de Pskov, porten al tractat de Jam Zapolski el 1582 que obligà a Rússia de cedir totes les antigues poessions de Livònia a Polònia-Lituània. Suècia acaba guanyant-ne Ingria, al nord de Livònia i el ducat d'Estònia.

## Edat Moderna

### Edat d'Or

#### Confederació de Polònia i Lituània
La Confederació de Polònia i Lituània, actualment coneguda com la República de les Dues Nacions o Confederació de les Dues Nacions, fou una mena de república aristocràtica federal, formada el 1569 pel Regne de Polònia i el Gran Ducat de Lituània; es va formar el 1569 per la Unió de Lublin, que unia al Regne de Polònia i el Gran Ducat de Lituània, i va durar en aquesta forma fins a l'aprovació de la Constitució del 3 maig de 1791. La Confederació no sols abastava els territoris del que avui és Polònia i Lituània, sinó també la totalitat del territori de Belarús i Letònia, la major part d'Ucraïna i Estònia, i la part occidental de la Rússia d'avui (Smolensk i Kaliningrad). Originàriament els idiomes oficials de la unió eren el polonès i llatí (al Regne de Polònia) i el rutè i lituà (al Gran Ducat de Lituània).
La Confederació va ser una extensió de les unions polonesolituanes, un aplec entre els dos estats que havien existit des de 1386 (Unió de Krew). El sistema polític de la Confederació, sovint anomenada la "democràcia dels nobles" o la "llibertat daurada", es va caracteritzar per la reducció, per llei, del poder sobirà i el control del Legislatiu (Sejm) per part de la noblesa. Aquest sistema va ser el precursor dels moderns conceptes de democràcia més àmplia i de monarquia constitucional, així com de federació. Els dos estats que componen la Comunitat van ser formalment iguals, encara que, en realitat, Polònia era el soci dominant. L'Església catòlica tenia una gran influència en els assumptes de la República; no obstant això, l'estat era capaç de mantenir una relativa tolerància religiosa, encara que el nivell ha fluctuat en temps. La seva economia es basava principalment en l'agricultura. Si bé la primera meitat del segle va ser una edat d'or, tant per a Polònia com per a Lituània, el segon segle es va caracteritzar per derrotes militars, un retorn a la servitud dels camperols i el creixent del caos en la vida política. Poc abans de la dissolució, la Mancomunitat va aprovar la Constitució nacional codificada, que fou la segona més antiga en el món de la història moderna.
El Gran Ducat de Varsòvia, establert el 1807, tenia els seus orígens en la Confederació. Altres moviments de renovació sorgits durant l'Aixecament de gener (1863-1864) i en la dècada de 1920, l'intent fallit de Józef Piłsudski de crear una federació liderada per Polònia anomenada Międzymorze ('dos mars'), incloïa Lituània i Ucraïna. Avui en dia, la República de Polònia es considera una successora de la Comunitat, mentre que la República de Lituània abans de la Segona Guerra Mundial, s'ha distanciat de qualsevol associació amb ells tenint en compte que no es beneficiaren històricament de la seva existència.
Durà fins a la tercera partició de Polònia del 1795. L'estat, a més de cobrir els territoris contemporanis de Polònia i Lituània, ocupava totalment l'actual territori de Belarús i una gran part d'Ucraïna i va arribar a estendre's també per Livònia (l'actual Letònia) i l'actual província russa de Smolensk.
Habitualment es considera Polònia l'estat hereu de la Confederació, mentre que a Lituània en general no es considera com un període productiu aquesta unió, que de vegades es qualifica més com una etapa d'imposició que no pas de col·laboració igualitària.

### Repartiment de Polònia
El 1772 la intervenció conjunta de Prússia, Àustria i Rússia va imposar el Primer Repartiment de Polònia: restà la Pomerània oriental per a Prússia, la Galítzia i part de la Petita Polònia per a Àustria i Lituània per a Rússia.
Aprofitant la Guerra russoturca, el congrés polonès va votar una nova constitució monàrquica, però el 1793 novament van intervenir-hi Prússia i Rússia, i dugueren a terme el Segon Repartiment de Polònia, que annexionava Lituània, Ucraïna Occidental, Volínia i Podòlia a Rússia i Posnània, Danzig (Gdańsk) i Toruń a Prússia.
Després del fracàs de la rebel·lió del 1794 es produí el Tercer Repartiment de Polònia el 1795, que fou el darrer i la seva fi com a estat independent.
L'aixecament de gener va començar el 22 de gener de 1863 com una protesta espontània de joves polonesos contra el reclutament en l'Exèrcit imperial de Rússia, i aviat s'hi van sumar els oficials d'alt rang de Polònia-Lituània i polítics diversos. La revolta es va escampar pels territoris de l'antiga Confederació de Polònia i Lituània (les actuals Polònia, Lituània, Belarús, Letònia, i parts d'Ucraïna, l'oest de Rússia) contra l'Imperi Rus i va durar fins que els darrers insurgents van ser capturats el 1865.

## Segle XX[calcitació]
En finalitzar la Primera Guerra Mundial, període durant el qual el territori polonès va ser novament envaït per tropes alemanyes i austríaques, Polònia aconsegueix la independència després de més 120 anys sense haver disposat d'un estat. Això va ser possible gràcies al fet que els aliats van estar d'acord amb la voluntat del president dels Estats Units, Woodrow Wilson, expressada al Congrés dels Estats Units. abans que s'acabés la guerra (punt tretzè dels catorze punts del seu discurs). Es proclamà, doncs, la Segona República Polonesa (1918), que de seguida va patir una nova i greu amenaça: la guerra amb els Soviets, iniciada el 1919 després de l'agressió de les tropes comunistes. Després d'unes línies de front fluctuants, Polònia va aconseguir retenir la seva independència.

### Segona Guerra Mundial

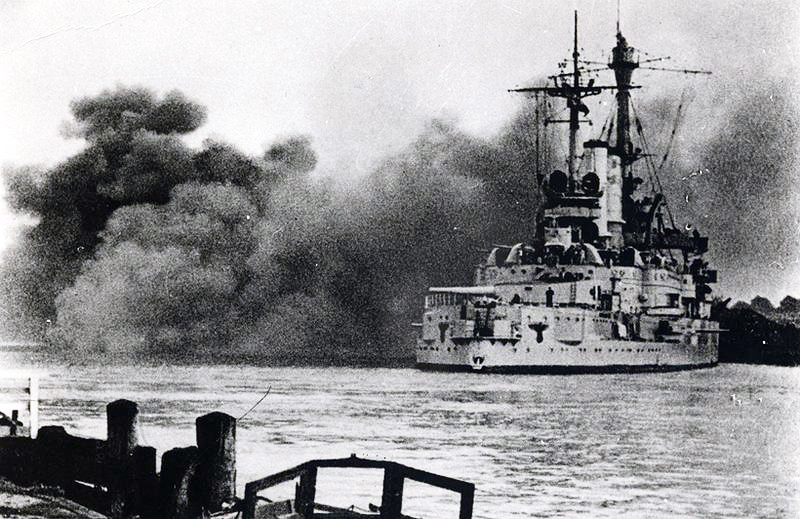
El cuirassat alemany Schleswig-Holstein bombardeja Gdansk, l'1 de setembre de 1939

L'1 de setembre de 1939, el Tercer Reich alemany va envair Polònia sense declaració prèvia de guerra, fet que va desencadenar la Segona Guerra Mundial. La combinació dels atacs de la Luftwaffe, que va destruir les principals ciutats poloneses, i la Wehrmacht van fan estralls a les defenses poloneses i van fer inútils els intents d'oposar resistència als invasors. Els dirigents polonesos feia temps que temien un eventual atac alemany i, per això, havien signat una aliança militar amb el Regne Unit el 25 d'agost d'aquell mateix any i mantenien una altra aliança amb França des del 1921. Tot i això, malgrat que les dues potències occidentals van declarar la guerra a Alemanya poc després de la invasió, no van donar cap tipus de suport al seu aliat i es van mantenir quasi inactius més de mig any –període conegut com la guerra de broma. A més, en virtut d'el pacte Molotov-Ribbentrop, la Unió Soviètica envaeix l'est de Polònia el 17 de setembre, dificultant sobremanera els intents defensius polonesos, que no tenen cap altre remei que retirar-se i mirar d'exiliar-se a través de Romania abans que el seu país quedi totalment ocupat en menys d'un mes.

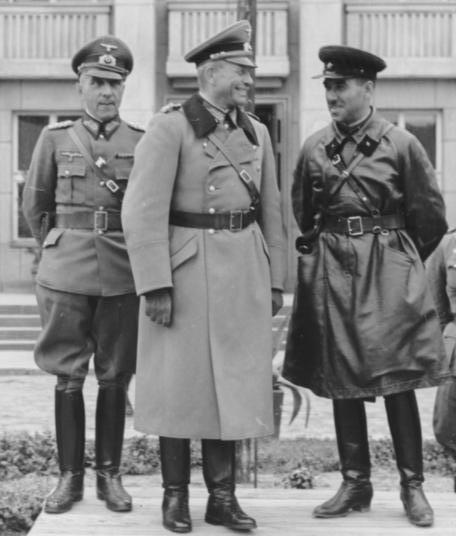
El general alemany Heinz Guderian i el soviètic Semion Krivoixein durant la desfilada conjunta a Brest.

El mateix dia que Varsòvia era conquerida, el 28 de setembre de 1939, la Unió Soviètica i Alemanya modificaven en secret els terminis del pacte Ribbentrop-Molotov: Lituània passava al cercle d'influència soviètic i la frontera polonesa es desplaçava cap a l'est, ampliant el territori d'Alemanya. Així doncs, amb l'anomenada Quarta Partició de Polònia, l'URSS es queda amb tot el territori polonès situat a l'est de la línia dels rius Pisa, Narew, Buh Occidental i San, fet que li proporciona 200.000 kilòmetres quadrats de territori habitats per tretze milions i mig de ciutadans, la meitat dels quals eren belarussos o ucraïnesos.
Durant el període 1939–41, els soviètics van deportar milers de polonesos a la vegada que molts presoners de guerra eren executats per l'NKVD –menció especial mereix la massacre de Katin. Per la seva banda, el mateix setembre de 1939, els alemanys van traçar "plans preliminars" per abordar l'extermini jueu, població que representava el 10% dels habitants de Polònia, i, al novembre, ja havien dissenyat el pla per a la "destrucció completa de tots els polonesos" en el Generalplan Ost.
Els serveis d'intel·ligència polonesos van ser molt valuosos per als Aliats ja que el personal del Buró de xifrat polonès va ser capaç de trencar el codi de les màquines Enigma que feien servir les forces de l'Eix per a xifrar les seves comunicacions. Així mateix, la contribució en tropes de Polònia fou la quarta més elevada d'entre els Aliats, tot i que dividida entre les tropes sota el comandament del Govern polonès a l'Exili i l'URSS. Els contingents polonesos van tenir un paper destacat a les campanyes de Normandia, Itàlia i del nord d'Àfrica i són especialment recordades per la Batalla de Monte Cassino i pel setge de Tobruk. A l'est, el Primer Exèrcit polonès va destacar en la batalla de Varsòvia i la de Berlín.

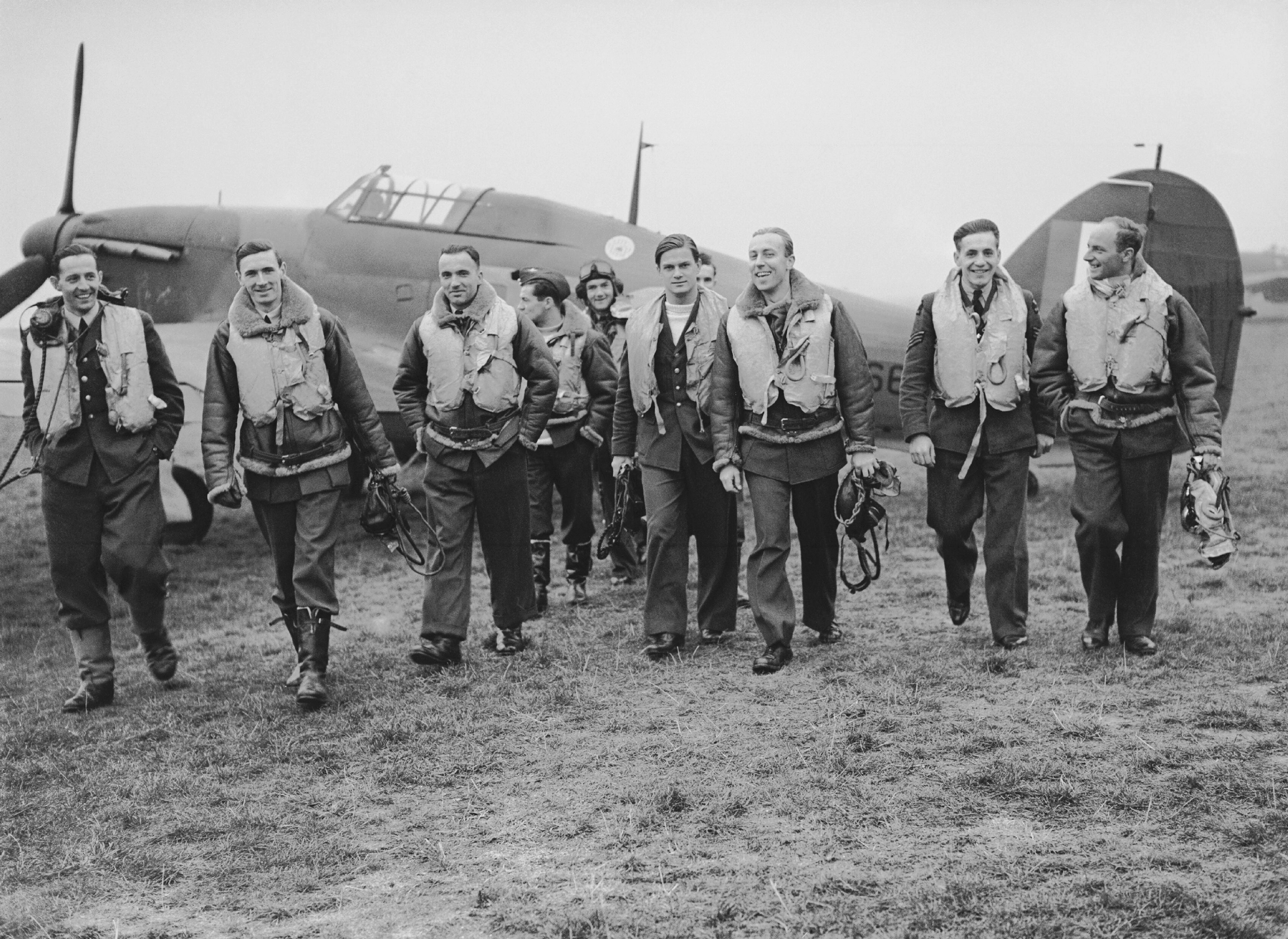
Pilots de l'Esquadró 303 de caces polonesos durant la batalla d'Anglaterra, octubre de 1940

A l'interior del país, tant els diversos moviments de resistència com l'Armia Krajowa (Exèrcit Nacional) van lluitar contra l'ocupació alemanya pràcticament des de l'inici de la guerra. De fet, el polonès es considera un dels tres moviments de resistència més potents de tota la guerra, i englobava una gran varietat d'activitats clandestines, esdevenint pràcticament un Estat a l'ombra, ja que tenia sistema judicial i, fins i tot, atorgava títols universitaris. La resistència era lleial al govern a l'exili i, per norma general, contrària a la implantació del comunisme a Polònia, motiu pel qual, durant l'estiu de 1944 va dur a terme l'Operació Tempesta, dins de la qual s'incloïa l'aixecament de Varsòvia que va començar l'1 d'agost de 1944.
Les forces nazis van construir sis camps d'extermini a la Polònia ocupada: Chelmno, Belzec, Sobibor, Treblinka, Majdanek i Auschwitz on els alemanys hi van transportar milions de jueus d'arreu de l'Europa ocupada per tal d'assassinar-los.

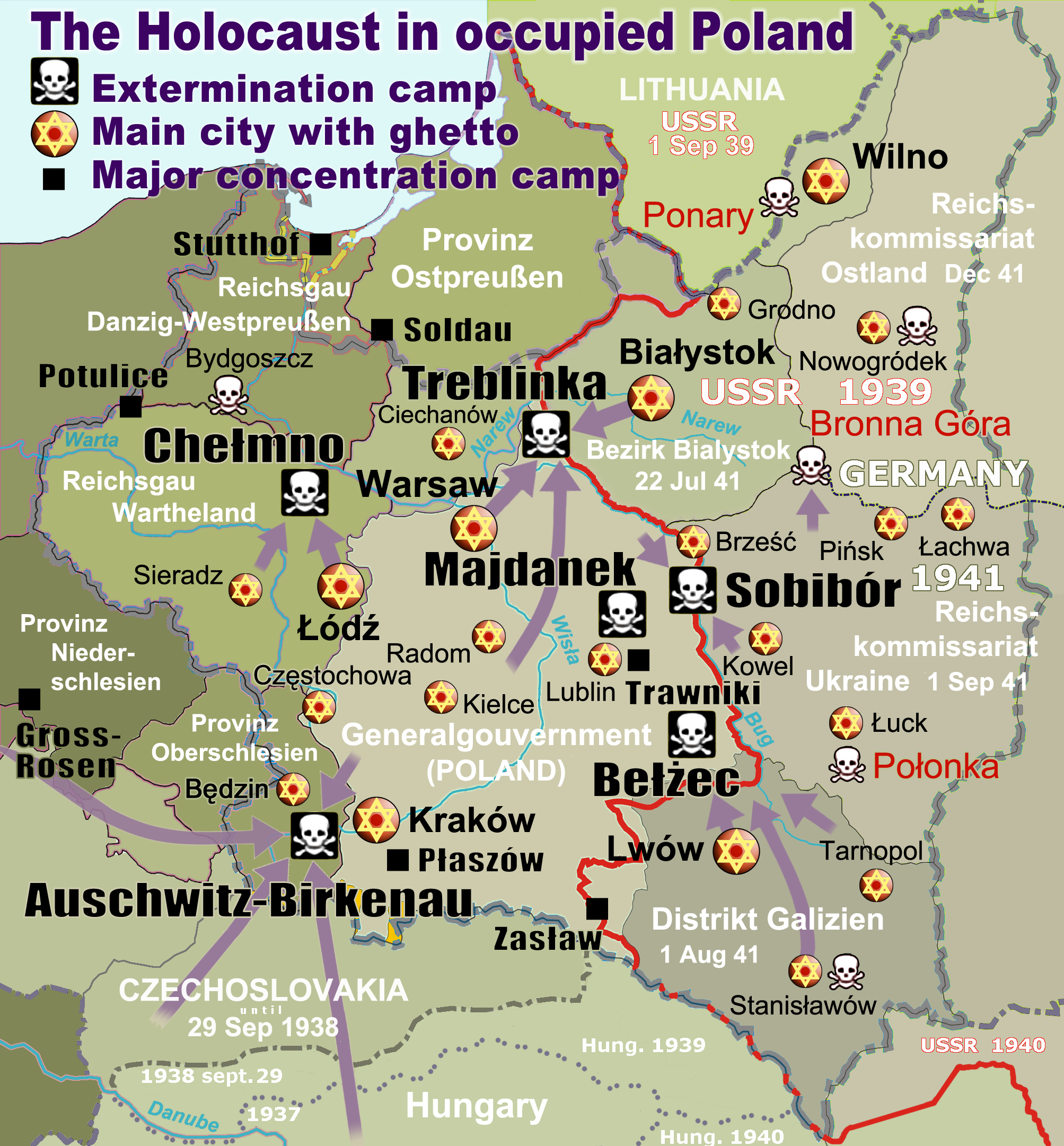
Mapa de l'Holocaust a la Polònia ocupada, detallant les rutes de deportació i els indrets de les massacres. Els principals guetos de Polònia es marquen amb una estrella groga. Els camps d'extermini es marquen calaveres blanques dins de quadrats negres. La frontera de 1941 entre l'Alemanya nazi i la Unió Soviètica es marca en vermell.

Durant la guerra, Polònia va perdre sis milions de persones, la meitat d'elles jueves –aproximadament el 90% dels jueus polonesos d'abans de començar la guerra– i entre 1,8 i 2,8 milions de polonesos "ètnics" van ser assassinats durant l'ocupació alemanya de Polònia, incloent-hi entre 50.000 i 100.000 membres de la intel·liguèntsia –acadèmics, metges, advocats, noblesa i clergat. Només durant l'aixecament de Varsòvia van morir uns 250.000 civils polonesos, la major part dels quals assassinats pels alemanys a les massacres de Wola i Ochota. Uns altres 150.000 civils polonesos foren assassinats pels soviètics entre el 1939 i 1941 durant l'ocupació de l'URSS de polònia Oriental (Kresy) i uns altres 100.000 foren morts per l'Exèrcit insurgent ucraïnès (UPA) entre el 1943 i el 1944 en la massacre de polonesos a Volínia. De tots els països implicats en la Segona Guerra Mundial, Polònia fou el que perdé el major percentatge dels seus ciutadans: uns 6 milions –més del 16% de la seva població de preguerra– la meitat dels quals jueus. Un 90% de les morts no tenien motivació militar.
El 1945, a la Conferència de Ialta, els Aliats van aprovar modificar les fronteres poloneses, movent-les cap a l'oest. A conseqüència, uns dos milions d'habitants polonesos de Kresy van ser traslladats forçosament més enllà de la Línia Curzon per ordre de Stalin, de manera que Polònia perdia les regions de Galítzia oriental i Brest-Litovsk a favor d'Ucraïna i Belarús, respectivament. Per la seva banda, la nova frontera occidental va passar a ser la Línia Oder-Neisse. A resultes d'aquesta nova delimitació fronterera, Polònia va perdre el 20% del seu territori (77.500 quilòmetres quadrats). Aquests canvis fronterers també van implicar que població d'altres ètnies (polonesos, alemanys, ucraïnesos i jueus) patís migracions forçades.

### Ocupació soviètica

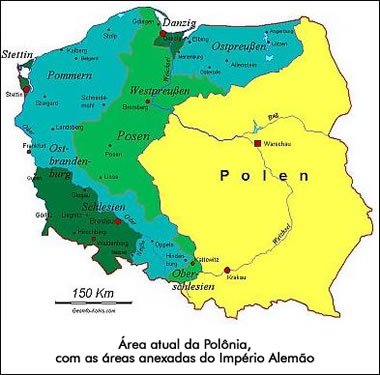
Àrees annexionades d'Alemanya

El 1945, Polònia va ser ocupada per tropes russes que no van respectar el govern a l'exili ni van retornar la independència al país. Es va formar un govern provisional d'alliberament nacional, que va derivar en una democràcia popular, la qual cosa va conduir a les reformes inspirades en el model soviètic.
L'alçament popular de Poznan el 1956 va obrir una petita esperança d'alliberament. La caiguda de Wladyslaw Gomulka i la seva substitució per Edward Gierek es degué a les protestes de desembre de 1970 per la falta de llibertats i de productes bàsics de supervivència. Però no va haver-hi transformacions radicals i Polònia va seguir sota l'òrbita russa durant les dècades següents.
El 1980 s'hi va produir una gran onada de vagues, dirigides per la central sindical "Solidaritat" i pel seu líder Lech Walesa, que van aconseguir reformes profundes. Gierek va ser substituït per Stanislaw Kania i aquest pel general Wojciech Jaruzelski, el qual el 1981 va donar un cop d'estat amb ajuda de l'exèrcit polonès. El 1985 Jaruzelski cedeix el comandament a Zbigniew Messner i assumeix la secretaria general del Partit Unificat Obrer Polonès. A desgrat que la imposició de la llei marcial i la il·legalització del sindicat havia aconseguit inicialment evitar la introducció de noves reformes, al final de la dècada dels 1980, Solidarność havia esdevingut prou important per a frustrar les temptatives reformistes de Jaruzelski. Les vagues a nivell nacional de 1988 i l'oberturisme del líder soviètic Mikhaïl Gorbatxov, que pretenia experimentar amb totes les possibilitats, van forçar el govern polonès a legalitzar Solidarność i va convocar un taula rodona de converses per a negociar amb els seus líders sobre la celebració d'unes eleccions parlamentàries lliures, a les quals el sindicat va presentar-se com un partit polític. Tot i que, en virtut del pacte entre govern i oposició, a les eleccions només s'escollirien el trenta-cinc per cent dels escons del Sejm (el Parlament polonès), els electors van evidenciar el seu descontent amb el règim que havia governat Polònia els anteriors quaranta anys: els candidats de Solidarność van guanyar tots els seients en disputa al Sejm i 99 dels 100 del Senat. 1990 va ser triat com a president de Polònia Lech Walesa.
Així doncs, pocs mesos abans de la caiguda del mur de Berlín, Polònia havia esdevingut oficialment el primer país de l'Europa de l'Est que havia reeixit en abandonar el socialisme real i el tutelatge de la Unió Soviètica i que havia començat la transició cap a un nou període de llibertats caracteritzat per la democràcia liberal i l'economia de mercat. D'aquesta manera, es va convertir en el primer país post-comunista d'Europa i el pioner d'una revolució que, en els mesos següents, afectaria quasi tota l'Europa oriental. Tot i això, aquest procés no es pot comparar a cap altra transició de la història, ja que el pas del socialisme real a la democràcia implicava canvis severs en les estructures polítiques, econòmiques i socials, en contrast amb les transicions que s'havien donat als països que havien patit dictadures al sud d'Europa (Espanya o Portugal) o a Amèrica Llatina on, principalment, l'únic que es modificava severament era l'estructura política.

### Tercera República
Recuperada la independència i la democràcia Polònia va dirigir els seus passos a la Unió Europea, amb qui va signar una sèrie d'acords previs a la seva incorporació com a membre de ple dret el 2004. El 2005 va morir el papa Joan Pau II, l'únic polonès de la història que ha aconseguit el pontificat.

## Biografia
- Adam Zamoyski. História da Polónia.  Edições 70, 2009.